# 미국 우표에 실린 미국 대통령들

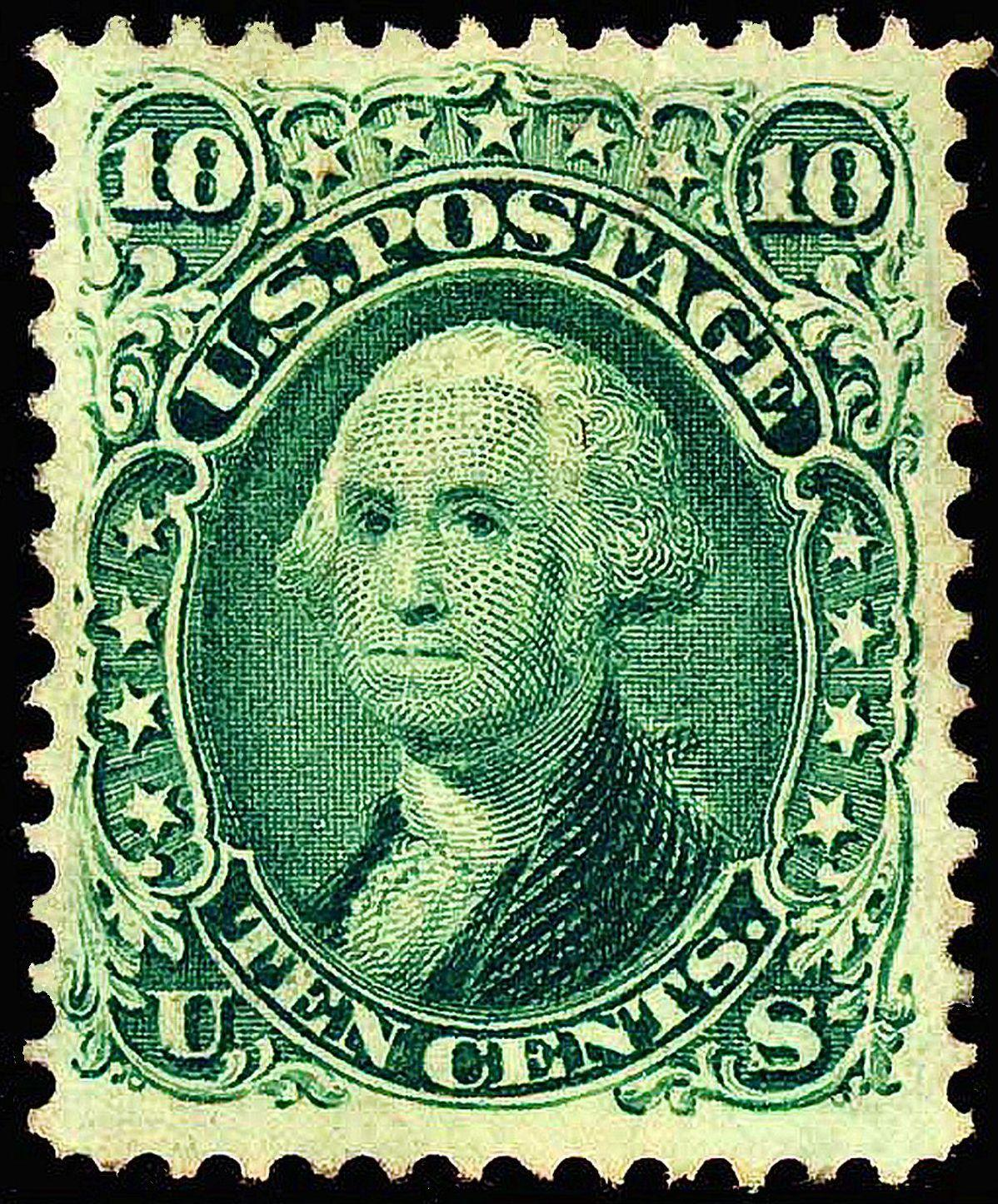
- 조지 워싱턴 -
1861년 발행
길버트 스튜어트 초상화를 본뜬 조각

미국 대통령들은 19세기 중반부터 미국 우표에 자주 등장했다. 미국 우정청은 1847년에 처음 두 개의 우표를 발행했는데, 하나는 조지 워싱턴의 초상화를, 다른 하나는 벤저민 프랭클린의 초상화를 담고 있었다. 대통령이 우표에 등장하는 것은 첫 발행 때부터 미국 우표 디자인의 특징이 되었고, 이후 여러 세대에 걸쳐 미국 우표 디자인이 따를 선례를 만들었다.
종이 우표 자체는 유용성(1840년 잉글랜드에서)에서 탄생했다. 우편 요금이 지불되었음을 확인하는 데 간단하고 사용하기 쉬운 것이 필요했기 때문이다. 사람들은 한 번에 여러 장의 우표를 구매할 수 있었고, 우편물을 보낼 때마다 우편 요금을 지불하기 위해 특별히 방문할 필요가 없었다. 우표 디자인은 대개 정교한 조각으로 인쇄되었으며 위조하기가 거의 불가능했다. 이러한 과정에서 대통령의 모습이 우표에 도입되었다. 더욱이, 대통령이라는 주제와 그에 따른 영예는 우표 발행을 단순히 물리적인 우표 이상의 것으로 정의하기 시작했으며, 사람들이 우표를 수집하기 시작한 이유가 되었다. 주제 자체에서 영감을 받아 인쇄된 전체 우표 시리즈도 존재한다.
워싱턴과 프랭클린의 미국 우표 묘사는 가장 대표적인 예시 중 하나이며 수많은 우표에 등장했다. 우표 디자인의 대통령 주제는 수십 년이 지나면서 계속되었고, 각 시대마다 동일한 기본적인 대통령 초상화 디자인 주제의 변형을 담은 우표가 발행되었다. 미국 우표에 나타난 미국 대통령의 묘사는 미국 우표 발행 역사의 대부분에 걸쳐 중요한 주제이자 결정적인 우표의 디자인 테마로 남아있다.
미국 대통령의 조각 초상화는 1847년부터 1869년까지 미국 우표에 사용된 유일한 디자인이었는데 벤저민 프랭클린이 유일한 예외였다. 그의 역사적 위상은 대통령과 비견될 만했지만, 그의 등장은 미국 최초의 우정청장으로서의 역할에 대한 인정이기도 했다. 이 기간 동안 미국 우정청은 주로 조지 워싱턴, 벤저민 프랭클린, 토머스 제퍼슨, 앤드루 잭슨, 그리고 사망 1년 후인 1866년에 처음 등장한 에이브러햄 링컨의 초상화를 담은 다양한 우표를 발행했다. 대통령과 프랭클린만 등장하는 우표를 22년간 발행한 후, 우정청은 1869년에 11개의 우표 시리즈를 발행했는데, 이는 일반적으로 미국 대중에게 이전 발행물과 갑작스럽게 다르다고 여겨졌으며, 당시 디자인은 국가 우표에 미국 선조들을 기리는 전통을 깨는 것으로 간주되었다. 이 새로운 발행물은 비대통령적인 주제와 다른 디자인 스타일을 가졌는데, 한 발행물은 말을, 다른 발행물은 기관차를 담았고, 또 다른 발행물은 비대통령적인 주제로 묘사되었다. 이 11개의 우표 시리즈에서 워싱턴과 링컨은 단 한 번만 등장했는데, 일부는 디자인과 이미지 품질이 기대 이하라고 여겼다. 그 결과, 이 그림 시리즈는 전반적인 경멸에 부딪혔고 너무 인기가 없어서 발행물은 단 1년 동안만 판매되었고, 남은 재고는 미국 전역의 우체국에서 회수되었다.
1870년에 우정청은 미국 대통령과 프랭클린의 초상화를 담은 우표 인쇄 전통을 재개했지만, 이제 헨리 클레이 시니어, 대니얼 웹스터, 알렉산더 해밀턴, 윈필드 스콧 장군을 비롯한 여러 다른 유명한 미국인들을 추가했다. 실제로 균형은 다소 변화했다. 1870년에 발행된 10개의 우표 중 4개만이 대통령 이미지를 담고 있었다. 또한, 대통령들은 1890년, 1917년, 1954년, 1965년의 보통우표 세트에서 액면가 절반 미만으로 등장했으며, 1894~1898년, 1902년, 1922~1925년의 보통우표에서는 약간의 과반수 가치만 차지했다.
그러나 1908년과 1938년에 발행된 보통우표 세트에서는 대통령 이미지가 압도적으로 많았다. 전자의 경우 11개의 우표 중 10개가 워싱턴의 동일한 이미지를 담았고, 1938년 "프렉시즈" 시리즈에서는 32개의 우표 중 29개가 대통령 흉상을 담았다. 1975년 아메리카나 시리즈는 이러한 전통의 명확한 종말을 알렸는데, 대통령 초상화가 전혀 등장하지 않은 최초의 미국 보통우표 발행물이었다. 이후의 위대한 미국인 시리즈에서는 대통령이 차지하는 비중이 미미했다.
2023년 기준으로 모든 사망한 미국 대통령은 최소한 하나의 미국 우표에 등장했으며, 리처드 닉슨, 제럴드 포드, 조지 H. W. 부시를 제외한 모든 대통령은 최소 두 개 이상의 우표에 등장했다. 우정청 규정에 따라 살아있는 인물은 우표의 주제가 될 수 없으므로, 살아있는 대통령은 우표에 등장할 수 없다.

## 첫 등장
다양한 미국 대통령들의 초상화는 매우 다른 이유로 다양한 시기에 미국 우표에 처음 등장했다. 가장 대표적인 인물은 조지 워싱턴으로, 그의 조각상(그리고 벤저민 프랭클린의 조각상)은 1847년 7월 1일에 미국 우정청이 발행한 최초의 미국 우표에 등장했다. 토머스 제퍼슨은 첫 발행 9년 후인 1856년 3월에 미국 우표에 처음 등장했다. 앤드루 잭슨이 미국 우표에 등장하기까지는 15년의 우표 발행 기간이 흘렀다. 그러나 이때 이미 잭슨은 두 개의 남부 연합 우표(둘 다 2센트)에 등장하여, 미국 우정청이 아닌 남부 연합에 의해 우표에 소개된 유일한 미국 대통령이 되었다. 에이브러햄 링컨은 1865년 그의 사망 1주기인 1866년 4월 14일에 발행된 1866년 우표에 처음으로 미국 우표에 등장했다. 이때까지는 워싱턴, 프랭클린, 제퍼슨, 잭슨의 초상화만이 미국 우표에 등장했다.
|  |  |  |  |

- 최초의 워싱턴 우표. 1847년에 발행된 5센트 프랭클린과 10센트 워싱턴 우표는 미국 우정청에 의해 전국 우편 업무를 위해 발행 및 승인된 최초의 우표였다. 뉴욕 시의 로든, 라이트, 해치, 엣슨(Rawdon, Wright, Hatch, and Edson) 사가 1847년에 최초의 미국 우표 인쇄를 위한 4년간의 계약을 따냈다. "RWH&E"라는 이니셜은 두 우표 하단에 선명하게 새겨져 있다. 워싱턴의 조각은 코네티컷 페어필드 카운티 은행이 자체 지폐를 발행하던 시기에 발행한 지폐에 있는 초상화 조각가 애셔 브라운 듀랑드의 것과 동일하다.[6] 워싱턴과 프랭클린 발행물은 모두 1875년에 원본과 미묘하게 다른 재조각된 이미지로 재인쇄되었다.[2]
- 1856년 3월, 우정청은 토머스 제퍼슨을 특징으로 하는 최초의 우표를 발행했다. 정확한 발행일은 명확하지 않다. 스콧 미국 우표 및 커버 전문 카탈로그는 이 발행물의 첫 사용일인 1856년 3월 24일을 발행일로 확정했다. 이 우표의 첫 발행물은 천공되지 않은 형태로, 토판, 카펜터, 카실리어 & Co.가 조각하고 인쇄했다. 제퍼슨 발행물은 1856년 봄부터 1857년 여름까지 우편 업무에 사용되었다. 제퍼슨의 조각은 길버트 스튜어트의 대통령 초상화를 본뜬 것이었다. 1857년 중반에 우표는 위아래 디자인 돌출부가 생략되고 천공된 상태로 발행되었다. 이 인쇄물은 최소 6가지 주요 색상 변형으로 발행되었다.[7]
- 1863년 7월 1일, 우정청은 2센트 잭슨 우표를 발행했는데, 수집가들 사이에서는 흔히 '블랙 잭' 우표로 불린다. 내셔널 뱅크 노트 컴퍼니가 인쇄한 이 우표는 새로운 시내 우편 요금(도시 내에서 배달되는 우편물 요금)이 2센트로 인상된 날 동시에 발행되었다.[8] 잭슨은 미국 우표에 기념된 세 번째 미국 대통령이다.[2]
- 링컨 암살 1년 후인 1866년 4월 14일 또는 그 무렵, 미국 우정청은 순직한 대통령을 기리는 첫 우표를 발행했다. 링컨의 조각은 C.S. 독일의 사진을 본떠 조셉 아우르단이 만들었다.[9]

## 조지 워싱턴

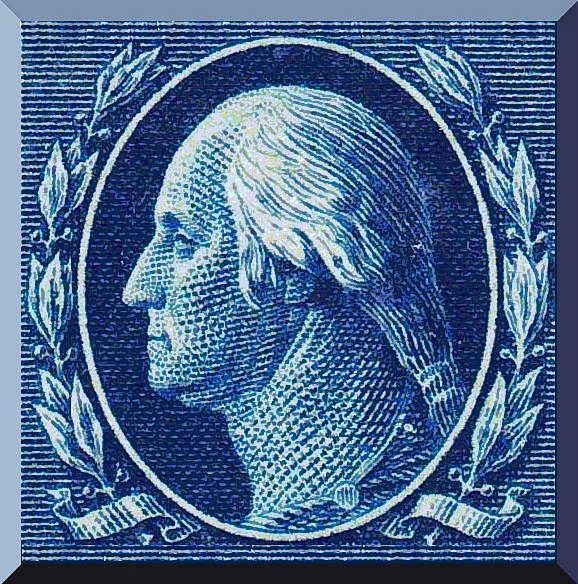
----
이 조각은 프랑스 조각가 장앙투안 우동의 워싱턴 흉상을 본뜬 것이다.

조지 워싱턴 (1732년 2월 22일 ~ 1799년 12월 14일)은 1789년부터 1797년까지 재임한 초대 미국 대통령이었고, 그 전에는 1775년부터 1783년까지 미국 독립 전쟁에서 대륙육군의 총사령관으로 복무했다. 선거인단은 1789년과 1792년 선거에서 워싱턴을 만장일치로 선출했다. 조지 워싱턴은 선거인단 투표 100%를 얻은 유일한 미국 대통령으로 남아있다. 워싱턴은 뉴욕 시 월스트리트의 페더럴 홀 발코니에서 취임 선서를 했다.
미국 우표에 등장하는 대통령의 연대기는 조지 워싱턴으로 시작된다. 워싱턴의 두 번째 대통령 임기가 끝날 무렵, 마사 워싱턴은 유명한 초상화가 길버트 스튜어트에게 자신의 초상화와 대통령의 초상화를 그려달라고 의뢰했다. 스튜어트는 그림을 완성하는 데 오랜 시간이 걸리는 것으로 유명했으며, 따라서 대통령 부부는 완성된 그림을 한 번도 보지 못했다. 두 초상화는 미완성 상태로 남아 스튜어트가 1828년에 사망할 때까지 보스턴 스튜디오의 문에 걸려 있었다. 1860년, 화가 렘브란트 필은 스튜어트가 중단했던 작업을 완성했다. 스튜어트의 워싱턴 초상화는 19세기와 20세기 수많은 우표 발행물의 모델 이미지가 되었다.
조지 워싱턴은 여전히 미국 우표의 중심 인물로 남아있다. 초대 대통령은 다른 어떤 대통령보다 미국 우표에 자주 등장한다. 초기 발행물에 나타난 워싱턴의 조각 이미지는 다음 수십 년 동안 모든 미국 우표 발행물이 따를 선례를 만들었다. 실제로 1851년에서 1932년 사이에 발행된 거의 모든 미국 보통우표 시리즈에서 워싱턴은 일반 서신 요금 값에 등장했다(단, 단명한 1869년 도안 발행물은 예외). 다른 대통령, 정치인 및 유명한 미국인들은 덜 흔하게 사용되는 액면가에만 한정되었다. 미국 우정청이 최초의 미국 우표를 발행한 이래로, 토머스 제퍼슨, 앤드루 잭슨, 에이브러햄 링컨, 심지어 자주 기념되는 벤저민 프랭클린(대통령은 아니었다)을 포함한 다른 모든 미국 대통령들을 합친 것보다 더 많은 조지 워싱턴의 모습이 미국 우표에 등장했다.
다양한 워싱턴 우표의 예시는 이 섹션에 포함하기에는 너무 많다. 왜냐하면 많은 발행물들이 워싱턴-프랭클린 발행물과 같이 색상과 액면가에만 차이가 있을 뿐 매우 유사하기 때문이다. 아래에는 디자인이 독특하고 가장 대표적인 발행물들이 소개되어 있다.

### 선사 시대
미국 우정청이 1847년 최초의 미국 국립 우표 발행의 일환으로 10센트 워싱턴 우표를 발행했을 때, 워싱턴의 이미지는 이미 5년 동안 개인 우편 서비스와 지역 우체국에서 인쇄된 미국 우표에 등장하고 있었다. 실제로 서반구에서 발행된 최초의 우표는 1842년 뉴욕 시의 시티 디스패치 포스트(City Despatch Post)에서 도입된, 다소 조잡한 워싱턴 조각이 있는 3센트 우표였다. 

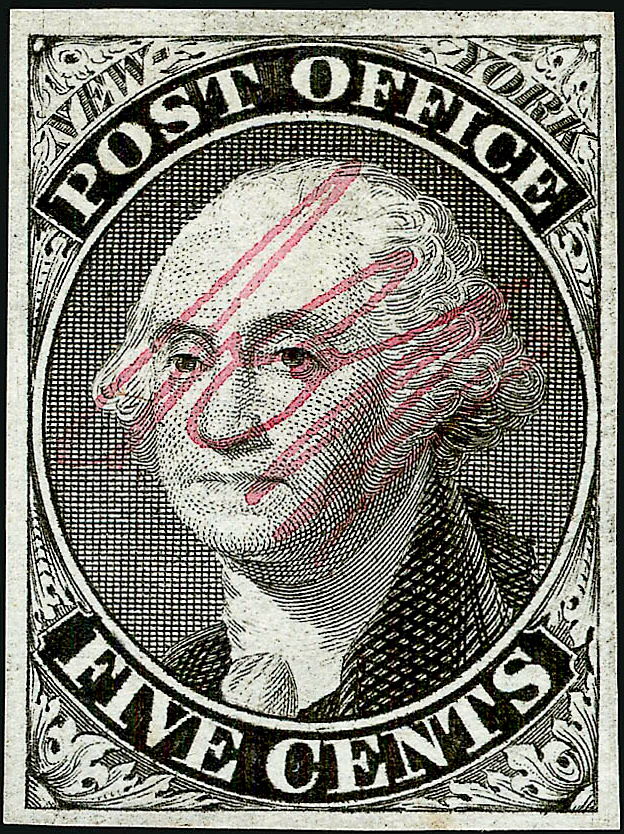

 1845년, 뉴욕 우체국장은 지역 사용을 위한 임시 우표를 발행했는데, 이는 로든, 라이트, 해치(Rawdon, Wright and Hatch) 사(2년 후 최초의 국립 미국 우표를 생산할 회사)가 조각한 훨씬 더 우아한 워싱턴 이미지를 담고 있었다. 그 해, 워싱턴은 매사추세츠 밀버리 우체국에서 발행한 매우 희귀한 5센트 임시 우표에도 등장했다. 워싱턴은 이 기간 동안 발행된 모든 우체국 임시 우표에 묘사된 유일한 대통령이었다.

### 고전 시대
이 시기의 우표 디자인은 일반적으로 유명 예술가들의 그림이나 다른 작품에서 가져왔으며, 이는 이후 미국 우표 생산 연도 동안 우표 디자인의 선례를 세웠다. 이 시기의 조각가들은 일반적으로 존 트럼불, 길버트 스튜어트 및 장앙투안 우동의 작품을 조각의 모델로 사용했다.
|  |  |  |  |  |

- 1851년 7월 1일, 미국 우정청은 3센트 우표를 발행했다. 다이 재커팅, 다이에서 플레이트로의 이중 전사, 그리고 인쇄에 사용된 다른 종이 때문에 이 발행물은 수많은 변형이 있다. 이 발행물에 대한 권위 있는 책인 'Classic U.S. Stamps 1845–1869'는 캐롤 체이스가 1962년에 썼다. 이미지는 장앙투안 우동의 조각을 본떠 조각되었다. 우정청은 1857년까지 이 우표의 천공 버전을 생산하지 않았다.
- 우정청은 1851년 8월 4일에 12센트 워싱턴 우표를 발행했다. 워싱턴의 조각은 길버트 스튜어트의 초상화를 본뜬 것이다. 12센트 발행물이 인쇄되었을 때, 이 우표는 미국에서 발행된 최고 액면가였다. 이 발행물은 토판, 카펜터, 카실리어 & Co.가 인쇄했다. 천공 버전은 1857년에 등장했다.
- 1855년, 3,000마일 이상 떨어진 목적지로 보내는 우편 요금이 6센트에서 10센트로 인상되었고, 이는 1855년 10센트 워싱턴 우표의 발행을 촉발했다. 이 10센트 녹색 발행물은 토판, 카펜터, 카실리어 & Co.가 인쇄했으며, 이들은 12센트 워싱턴 1851년 발행물의 워싱턴 조각(비네트)을 이 10센트 우표에 재사용했다. 이 조각은 길버트 스튜어트의 워싱턴 초상화를 본뜬 것이었다. 천공 버전은 1857년에 등장했다.
- 1857년에 24센트 워싱턴 발행물을 위한 인쇄판이 만들어졌지만, 우표 자체는 1860년까지 생산되지 않았다. 가장 빠른 사용 날짜는 7월 7일이다.
- 1860년 8월 13일, 우정청은 워싱턴 90센트 발행물을 발행했다. 워싱턴의 조각은 존 트럼불의 1792년 그림 조지 워싱턴 트렌턴 전투 전을 본뜬 것이다. 이 우표는 1860년에만 발행되었으며, 고액권이었기 때문에 29,000장만 제작되어 현존하는 예시는 희귀하다. 우편물을 보내는 데 90센트나 되는 우편 요금이 필요한 경우는 매우 드물었으므로, 실제로 우편 사용된 이 발행물의 예시는 미사용 표본보다 약 두 배의 가치가 있다.[1][2]

### 남북 전쟁 시대
에이브러햄 링컨은 1861년 3월에 취임했고, 한 달 뒤 남부 연합군은 섬터 요새를 공격하여 남북 전쟁의 시작을 알렸다. 섬터 요새 전투 몇 달 후에 발행된 1861년 내셔널 뱅크 노트 컴퍼니 발행물은 고전 시대에 발행된 다른 어떤 우표 시리즈보다 미국 역사와 중요한 연관성을 가지고 있다. 1851년에서 1860년 사이에 발행된 시리즈와 마찬가지로, 1861년 그룹에는 워싱턴이 다섯 번, 프랭클린이 두 번, 제퍼슨이 한 번 등장한다.
|  |  |

- 우정청은 1861년 8월 20일 10센트 워싱턴 녹색 우표를 발행했다. 워싱턴의 초상화는 윌리엄 마셜이 조각했으며, 그는 첫 미국 대통령의 길버트 스튜어트 미완성 초상화를 모델로 사용했다.[6]
- 1861년 시리즈의 3센트 워싱턴은 같은 해 8월 19일에 발행되었다. 조각된 이미지는 프랑스 조각가 장앙투안 우동의 워싱턴 흉상을 본뜬 것이었다.[15]

|  |  |  |

- 1861년 12센트 워싱턴 발행물. 내셔널 뱅크 노트 컴퍼니는 1859년에 설립되었고, 윌리엄 마셜은 고용된 최초의 초상화 조각가 중 한 명이었다. 1860년 초까지 마셜은 1861년 발행물을 위해 워싱턴의 초상화를 조각하는 임무를 맡았다. 그는 새로운 조각을 위한 모델로 길버트 스튜어트의 조지 워싱턴 초상화를 사용하기 위해 보스턴으로 보내졌다.[16]
- 24센트 라일락은 1862년 1월 7일에 발행되었다. 이 조각은 동일한 길버트 스튜어트 그림에서 가져왔지만, 이미지는 반전되었다. 조각가는 10센트 및 12센트 워싱턴 1861년 발행물도 제작한 윌리엄 마셜이었다. 윌리엄 D. 니콜스와 사이러스 듀란(조각에서 복잡한 선반 작업을 생산하는 데 사용되는 기계를 발명)은 우표 틀의 조각가였다.[17]
- 90센트 워싱턴 우표는 1861년 8월 마지막 2주 동안 소수의 우체국에만 발행되었다. 알려진 가장 빠른 사용 날짜는 1861년 11월 27일이다. 워싱턴의 조각은 1860년 발행물과 동일한 존 트럼불 초상화에서 가져왔다.

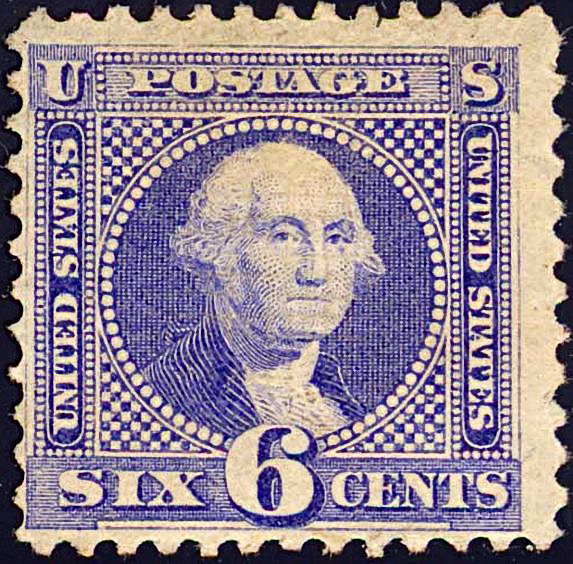

- 1869년에 실패한 '도안 발행물'이 공개되었다. 이 시리즈의 대부분의 우표 발행물은 다양한 종류의 장면을 특징으로 했다. 이 시리즈의 워싱턴 우표는 다른 우표들만큼이나 비판을 받았는데, 이는 비네트 주변의 바둑판 배경과 같은 평범한 그래픽 특징 때문이었다. 우표 형식은 E. 피처가 디자인했고, 조각은 길버트 스튜어트의 워싱턴 초상화를 본뜬 것이었다.[9]
- 조지 워싱턴은 1863년 남부 연합의 남북 전쟁 발행물에도 등장한다.[18]

### 남북 전쟁 이후
남북 전쟁의 종식은 미국 우표 주제와 디자인 변화의 시작을 알렸다. 북부 지역과 대부분의 나라에서 연방의 승리는 국민들 사이에 강한 미국 민족주의를 불러일으켰다. 이러한 민족적 정서는 다양한 남북 전쟁 인물들이 미국 우표에 등장하는 주된 이유였다. 1869년까지 벤저민 프랭클린을 제외하고는 오직 미국 대통령들만이 미국 우표에 등장했다. 그러나 1870년 4월, 헨리 클레이 시니어, 대니얼 웹스터, 윈필드 스콧, 알렉산더 해밀턴 그리고 올리버 해저드 페리의 이미지가 새로운 12센트, 15센트, 24센트, 30센트, 90센트 우표에 등장했고, 다음 해에는 링컨 재임 시절 미국 국방부 장관이었던 에드윈 M. 스탠턴이 7센트 우표에 등장했다.
1870년대
이 시기에 미국에서 발행된 우표는 내셔널 뱅크 노트 컴퍼니 (NBNCo)에서 흰색 직조지에 인쇄되었다. 첫 번째 인쇄물은 잉크를 흡수하기 위한 작은 절단선인 '그릴'이 있는 상태로 발행되었다. 나중에 재인쇄된 것들은 그릴이 없는 상태로 발행되었다. 내셔널 뱅크 노트 컴퍼니의 계약은 1873년에 만료되었고, 컨티넨탈 뱅크 노트 컴퍼니 (CBNC)가 이 시리즈의 인쇄를 계속할 계약을 따내 NBNCo가 사용했던 일부 판과 플레이트를 인수했다. 새로운 회사는 첫 번째 인쇄물과 구별하기 위해 저액면 우표에 비밀 마크를 사용했다. 녹색 워싱턴 3센트 발행물은 엄청난 양으로 인쇄되어, 오늘날까지 우편으로 사용된 예시들은 소액이며, 취소 유형과 상태에 따라 수 센트에서 몇 달러에 불과하다. (녹색 변형은 아메리칸 뱅크 노트 컴퍼니 (AmBNC)에 의해 다시 대량으로 재인쇄되어 1881년 7월 16일에 발행되었다.) 3센트 워싱턴 디자인은 1887년에 다시 네 번째로 주홍색으로 인쇄되었다. 3센트 발행물은 반 온스 서신의 국내 우편 요금을 지불했다.
19세기 후반과 20세기 초반의 다양한 우표 발행물에 나타난 조지 워싱턴의 옆얼굴 이미지는 조각가 장앙투안 우동의 워싱턴 흉상을 본뜬 것이다. 미국 우표에 대통령 초상화를 새기는 여러 조각가들이 우동의 조각들을 모델로 삼아 자신들의 조각을 제작했다.
| | 장앙투안 우동의 흉상에서 가져온 조각 |
| 장앙투안 우동의 워싱턴 초상 조각은 벤저민 프랭클린이 워싱턴이 모델이 될 수 있도록 미국으로 오라는 특별 초대의 결과였다. 워싱턴은 1785년에 젖은 점토 실물 모형과 석고 실물 마스크를 위해 자세를 취했다. 이 모델들은 워싱턴의 많은 주문에 사용되었고, 결국 1870년대, 1880년대, 1890년대 여러 미국 우표 발행물에 워싱턴 조각의 모델로 사용되었다. |                                      |

1880년대
1883년, 우정청은 미국 의회가 1883년 3월 3일에 승인하여 1883년 10월 1일부터 발효된, 미국 본토 내 반 온스 서신 우편 요금을 3센트에서 2센트로 인하했다. 우정청은 즉시 2센트 워싱턴 우표를 발행하여, 초대 대통령의 이미지가 일반 서신에도 계속 나타나도록 했다.
| 장앙투안 우동의 흉상에서 가져온 조각 |  |  |
|                                      |  |  |

1890년대
1890년대의 우표 발행은 1890년에는 아메리칸 뱅크 노트 컴퍼니에서, 그리고 1894년에는 연방인쇄국에서 처음 인쇄되었다. 두 발행물의 이미지는 조각가 장앙투안 우동의 워싱턴 흉상을 본뜬 조각으로 제작되었다.

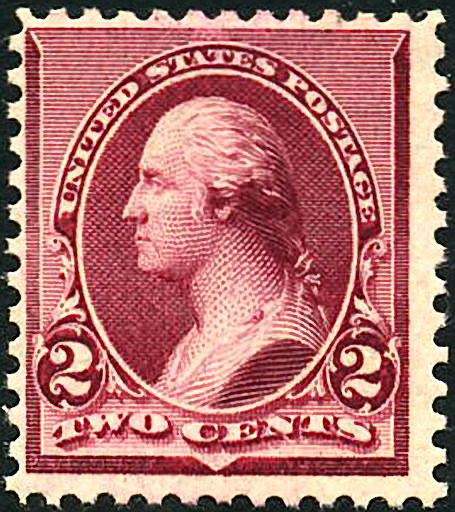

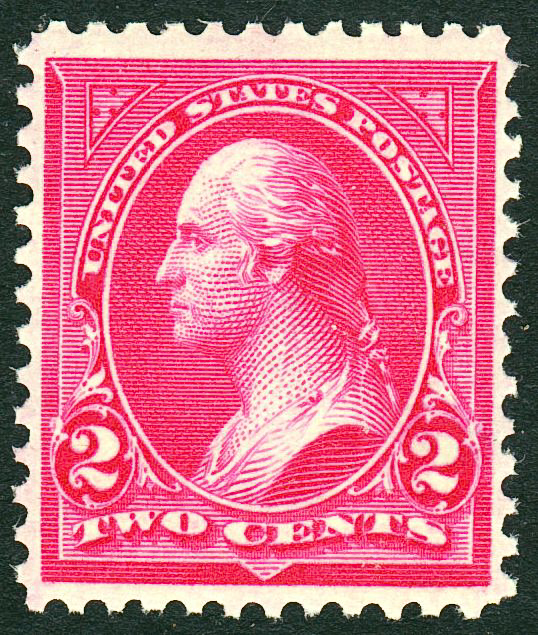

- 아메리칸 뱅크 노트 1890년 발행, 2센트, 레이크 품종, 워싱턴 우표(왼쪽)는 1890년 2월 22일에 발행되었으며, 대통령 생일에 발행된 첫 우표가 되었다.
- 연방인쇄국 발행물은 ABN 1890년 발행물과 동일한 판으로 만들어졌으며, 액자 작업에 약간의 변경이 있었다. 수집가들에게 '뷰로 트라이앵글(Bureau Triangles)'로 알려진 세 가지 다른 스타일의 삼각형이 있다. 2센트 워싱턴은 서신 국내 우편 요금을 지불했으며, 매우 대량으로 인쇄되어 수많은 색상 변형이 존재한다.[7][9]

### 20세기 초
20세기 초에도 조지 워싱턴은 여전히 미국 우표에 가장 prominently 묘사되는 주제였다. 워싱턴은 20세기 대부분 동안 미국 우표에서 가장 흔한 인물로 남아있었다. 벤저민 프랭클린만이 워싱턴 다음으로, 부분적으로는 프랭클린이 워싱턴만큼이나 워싱턴-프랭클린 시리즈의 수많은 액면가에 묘사되어 있기 때문이다. 아이러니하게도, 조지 워싱턴은 1925년에야 기념우표에 등장했는데, 그 때 그는 다른 역사적 사건을 기념하는 우표에 실렸다.

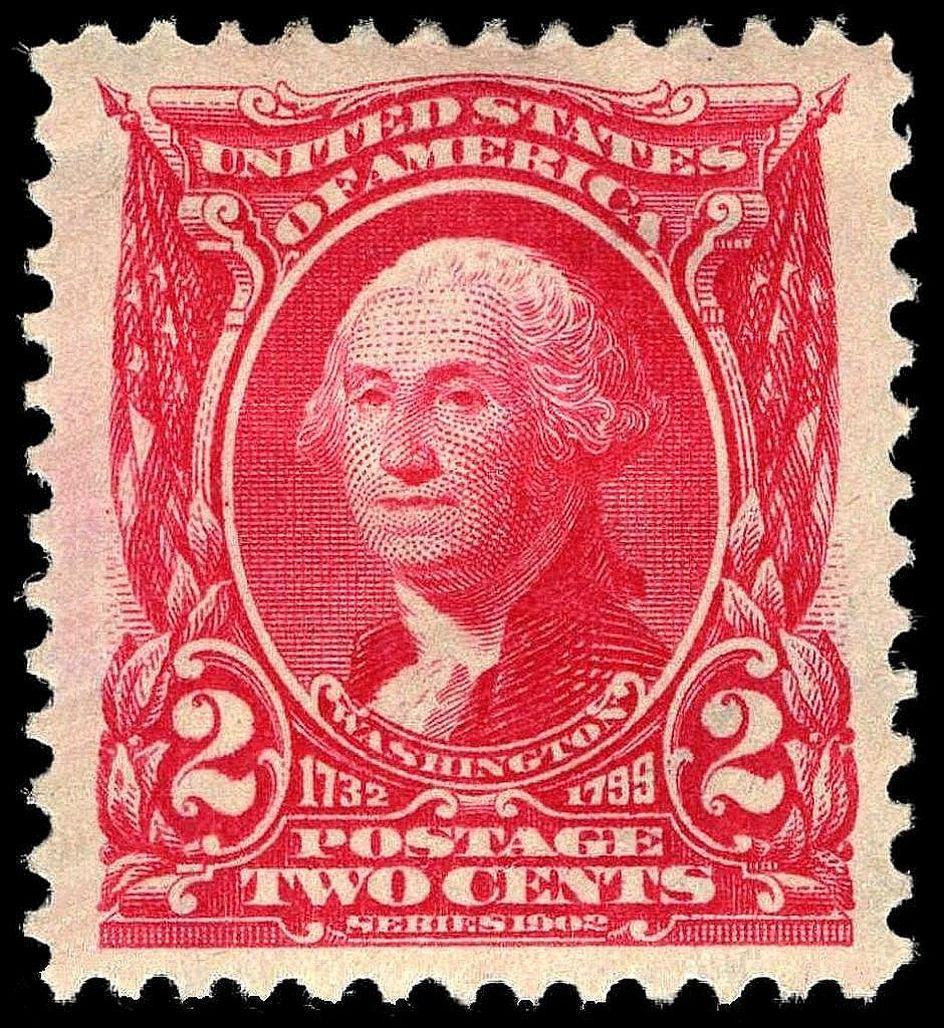

- 1903년 1월 17일에 발행된 2센트 카민 레드 워싱턴 우표는 워싱턴의 4분의 1 왼쪽 이미지를 담은 길버트 스튜어트의 그림에서 영감을 받아 제작된 워싱턴의 조각을 특징으로 했다. R. 오스트랜더 스미스가 우표를 디자인했다. 두 개의 미국 국기가 있는 비네트는 종종 워싱턴 "깃발" 우표라고 불린다. 워싱턴의 초상화는 연방인쇄국을 위해 다양한 우표 이미지를 조각한 조지 F. C. 스밀리가 조각했다. 1903년 발행물은 그 해 연방인쇄국에서 생산한 두 번째 우표 시리즈 중 하나이다.

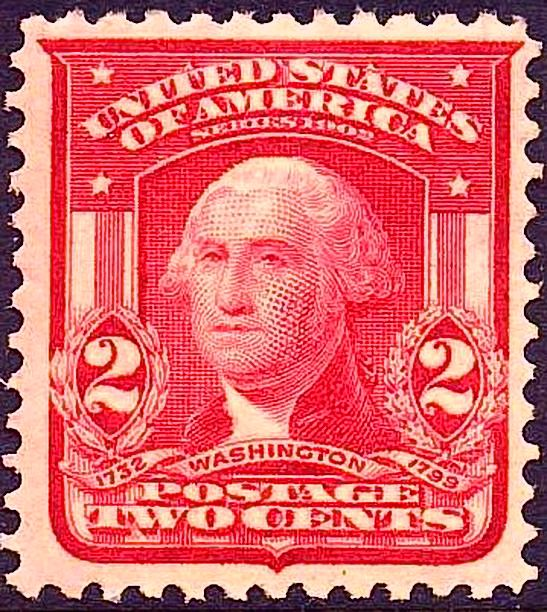

- 1903년 11월 12일, 1903년 2센트 워싱턴 "깃발" 우표에 대한 대중의 불만으로 인해 우정청은 별과 줄무늬 방패 안에 워싱턴의 초상화를 담은 새로운 2센트 우표를 발행했다. 종종 2센트 워싱턴 "방패" 우표로 불리는 이 발행물은 1903년 11월 12일에 발행되었다. 방패 배경과 함께 왼쪽 숫자는 월계수 잎으로 둘러싸여 있고, 오른쪽 숫자는 참나무 잎으로 둘러싸여 워싱턴의 평시 대통령으로서의 역할과 전시 장군으로서의 역할을 상징한다. 1903년 첫 2센트 우표와 달리, 이 발행물은 클레어 오브리 휴스턴이 길버트 스튜어트의 그림을 바탕으로 디자인했다.[9] 워싱턴의 조각은 조지 F. C. 스밀리가 제작했다. 워싱턴 "방패" 우표는 다양한 색조로 유명하며, 수집가들은 이 특정 발행물의 100가지가 넘는 색조를 구별해냈다.[1]

### 워싱턴-프랭클린 발행물

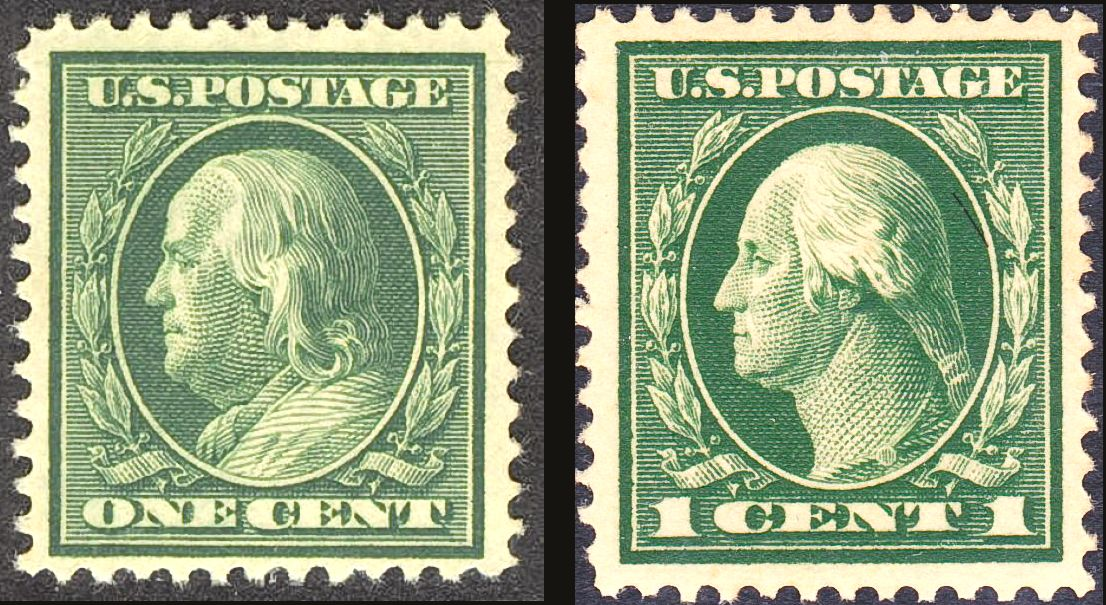

워싱턴-프랭클린 발행물은 10년 이상 동안 보통우표에서 이 두 인물만이 등장했다는 점에서 독특했다. 1908년부터 워싱턴-프랭클린 보통우표는 1센트부터 5달러까지 다양한 액면가로 12년간 발행되었는데, 각 액면가마다 다른 색상을 사용했으며, 모두 동일한 워싱턴 또는 프랭클린의 조각 옆얼굴을 담고 있었다. 워싱턴과 프랭클린 모두 녹색 1센트 액면가에 등장하지만, 특정 시리즈에는 둘 중 한 명만 나타났으며(1912년까지는 프랭클린), 동일한 워싱턴 이미지는 2센트에서 1달러까지 나머지 11개의 액면가를 장식했다. 이후 발행물에서는 워싱턴이 1센트에서 7센트 사이의 7개 액면가에만 등장했으며, 모든 고액권은 프랭클린에게 할당되었다. 워싱턴의 조각은 조각가 장앙투안 우동의 흉상을 본뜬 것이었다. 여기에 전시된 몇 가지 예시는 이 대규모 시리즈를 대체로 대표한다. 프랭클린은 워싱턴-프랭클린 발행물에 대한 일반적인 참조를 위해 여기에 한 번 표시된다.
|  |  |  |

- 1909년 1월 29일, 우정청은 1달러 워싱턴 헤드 우표를 발행했다. 이는 워싱턴-프랭클린 우표의 첫 발행물 중 가장 마지막으로 등장한 것이었다. 이 우표는 1912년 프랭클린 헤드 1달러 우표로 교체되기 전까지 3년 이상 우체국에서 판매되었다.[22] 1달러 우표는 워싱턴이 이 시리즈에서 등장하는 최고 액면가이다. 프랭클린은 2달러와 5달러 액면가에 기념되었다.[23]

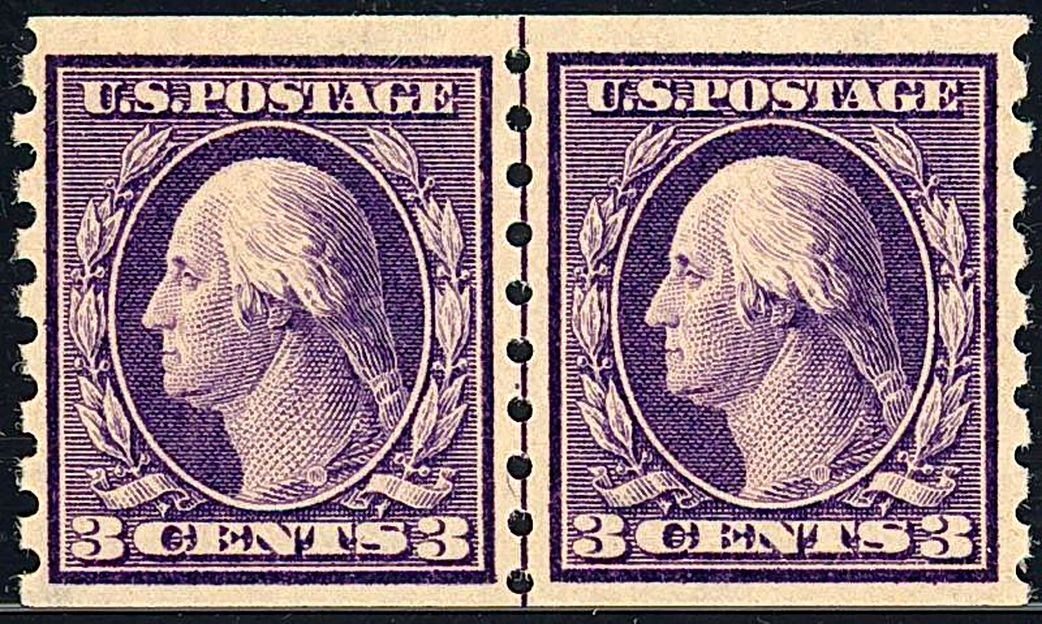

### 기념우표의 워싱턴
제1차 세계 대전이 끝날 때까지 우정청은 일반적으로 한 가지 이유, 즉 미국 도시에서 열리는 중요한 국가 박람회를 홍보하기 위해서만 기념우표를 발행했다(이러한 관행의 유일한 예외는 1909년 링컨 기념관 발행물이었다). 이러한 무역 박람회에 적합한 우표 주제의 제한된 범위는 워싱턴의 이미지를 그러한 기념우표에 넣을 여지를 남기지 않았다. 비록 그가 이 시기 동안 미국 보통우표의 중심 주제였음에도 불구하고. 이러한 제한이 폐지된 1925년에야 워싱턴이 처음으로 기념우표에 등장했다. 이는 루이지애나 매입 박람회 시리즈 이후 21년 만의 일이었으며, 이 시리즈는 특정 대통령, 즉 토머스 제퍼슨, 제임스 먼로, 윌리엄 매킨리를 기린 최초의 세 가지 미국 기념우표를 포함하고 있었다.
|  |  |  |

- 렉싱턴-콩코드 1925년 발행물을 묘사한 1센트 우표에는 워싱턴이 게이지 장군과 영국 정규군에 맞서 케임브리지에서 매사추세츠 민병대를 이끄는 모습이 그려져 있다. 이 시리즈는 미국 독립 혁명의 중요한 사건들의 150주년을 기념하는 많은 기념물 중 첫 번째였다. 이 시기의 모든 발행물과 마찬가지로, 이 우표는 연방인쇄국에서 제작되었다.

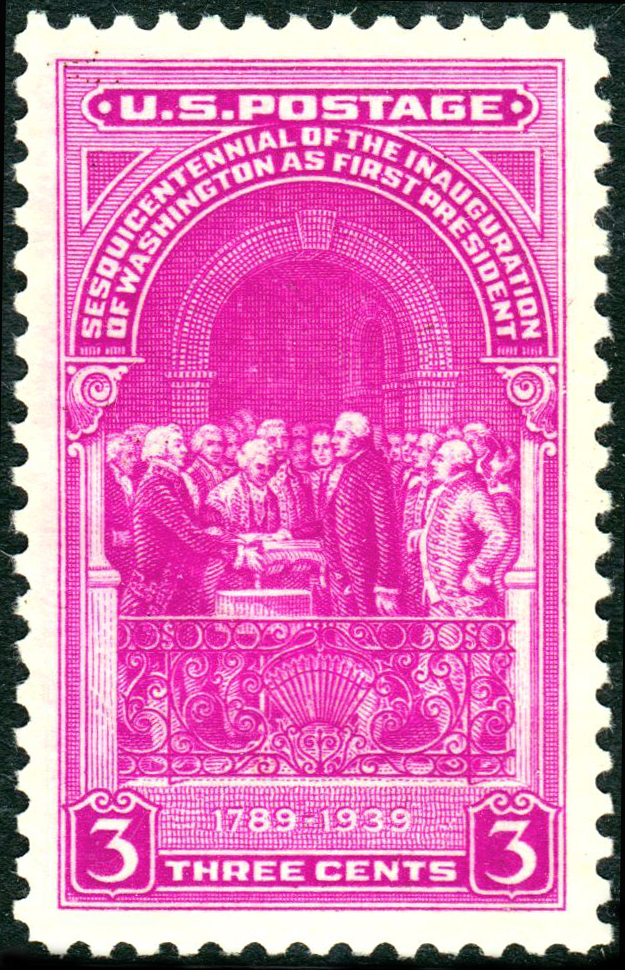

- 이 2센트 적색 우표는 1928년 5월 26일에 발행되었다. 이 기념우표는 밸리 포지의 조지 워싱턴 150주년을 기념하며, 그가 전투 전에 무릎을 꿇고 기도하는 모습을 묘사한다.
- 우정청은 1951년 12월 10일 뉴욕 브루클린에서 롱아일랜드 전투 175주년을 기념하는 3센트 기념우표를 발행했다. 이 우표는 풀턴 페리 하우스 부지에서 워싱턴 장군 부대가 브루클린에서 철수하는 모습을 묘사하며, 집과 이스트 강을 건너는 데 사용된 평저선 페리를 정확하게 묘사한다.
- 1789년 4월 30일, 워싱턴 대통령은 미국 대통령의 취임 선서를 했다. 그의 취임 150주년인 1939년 4월 30일, 우정청은 이 사건을 기념하는 3센트 기념우표를 발행했다. 이 조각은 뉴욕의 페더럴 홀 발코니에서 취임 선서를 하는 워싱턴의 모습을 묘사한다.[10]

|  |  |  |

- 1931년 10월 19일에 발행된 2센트 우표는 요크타운 전투 (1781년) 150주년을 기념했다. 이 발행물은 미국 독립 혁명의 승리를 도운 프랑스군의 지도자들인 로샹보 백작과 드 그라스 백작이 워싱턴의 오른쪽과 왼쪽에 서 있는 모습을 묘사한다.

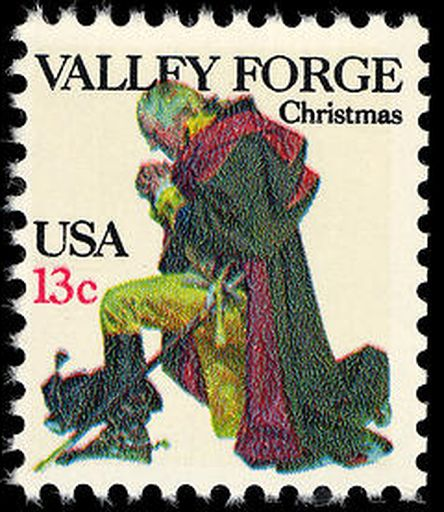
크리스마스 발행, 1977

- 1936년 12월 15일의 1센트 육군 발행물은 마운트 버넌의 조지 워싱턴 자택을 중심 디자인으로 한다. 워싱턴과 너새니얼 그린의 초상화가 마운트 버넌 이미지 양쪽에 나타난다. 그린은 독립 전쟁에서 워싱턴이 가장 아끼는 장군 중 한 명이었다.
- 13센트 크리스마스 발행물은 밸리 포지에 주둔한 워싱턴 군대 200주년을 기념하며, 조지프 크리스천 레이엔데커의 그림 '밸리 포지의 조지 워싱턴'을 바탕으로 했다. 레이엔데커의 그림은 1935년 2월 23일 새터데이 이브닝 포스트 표지에 처음 실렸다. 이 우표는 스티븐 도하노스가 디자인했다. 이 우표는 1977년 10월 21일 펜실베이니아주 밸리 포지에서 처음으로 판매되었다.[7]

### 1932년 워싱턴 이백주년 기념
1932년 1월 1일, 조지 워싱턴 탄생 200주년을 기념하여 미국 우정청은 워싱턴 이백주년 기념 발행물(Washington Bicentennial Issue)을 출시했다. 이 시리즈는 각기 다른 워싱턴의 초상화가 담긴 12개의 우표로 구성되어 있었다. 각 조각된 초상화는 초기 미국 예술가들의 다른 그림을 모델로 삼았으며, 워싱턴의 생애의 다른 시기를 보여준다. 워싱턴의 조각은 종종 그의 옆얼굴을 묘사한다. 1932년 이백주년 기념 시리즈에는 워싱턴이 옆얼굴로, 하나는 왼쪽을 향하고 다른 하나는 오른쪽을 향하는 두 가지 발행물이 있다. 발행 수량에 대한 정보는 워싱턴 이백주년 기념 발행물 페이지에서 찾을 수 있다.

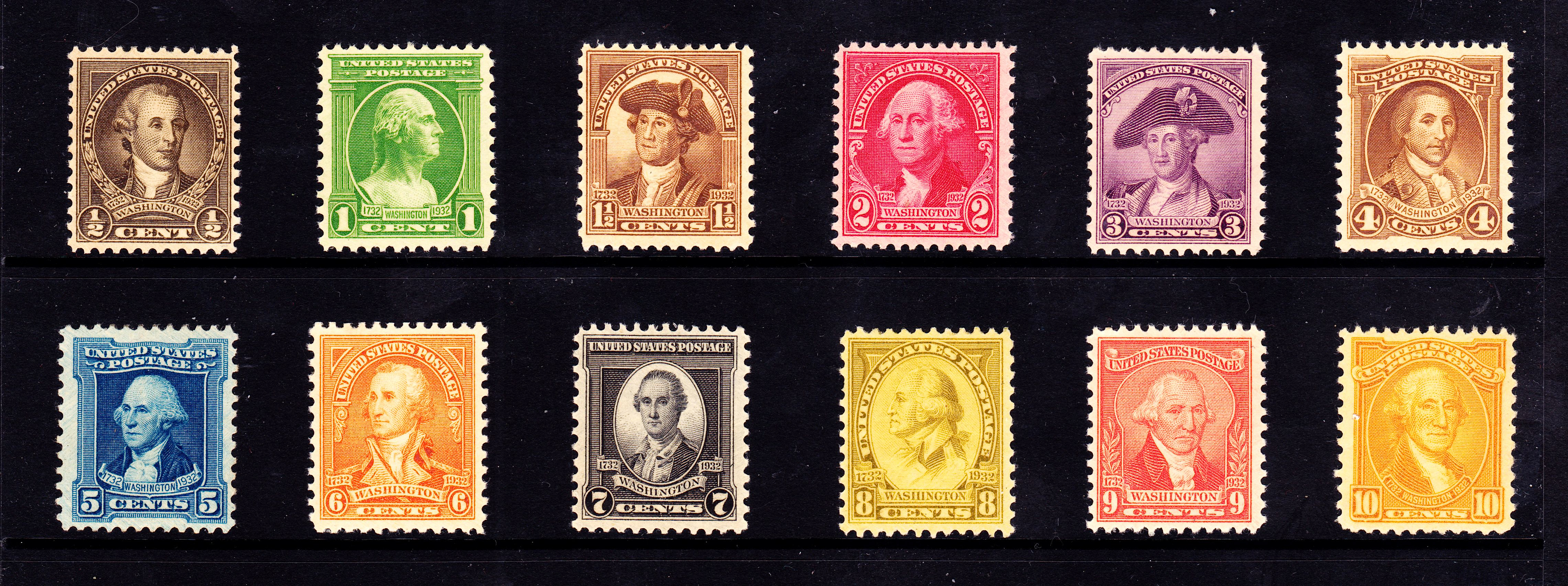
1932년 워싱턴 이백주년 기념 발행물

1932년 워싱턴 이백주년 기념 발행물은 우정청이 조지 워싱턴만을 단독으로 기리고 묘사한 최초의 기념우표이며, 1932년 이전에 발행된 워싱턴의 이미지가 담긴 세 가지 기념우표와 같이 다른 인물, 장소 또는 사건과 함께 등장하지 않는다. 이 시리즈의 2센트 워싱턴 우표는 42억 장이 생산되었는데, 이는 미국 우편 역사상 단일 발행물로는 가장 많은 인쇄량이다.

### 워싱턴 발행물, 20세기 중반
|  |  |  |

- 1923년 1월 15일, 우정청은 새로운 보통우표 시리즈의 일환으로 2센트 적색 워싱턴 우표를 발행하여, 워싱턴을 일상용 우표에 기리는 전통을 이어갔다. 워싱턴-프랭클린 발행물에 사용된 기존 워싱턴 조각이 사용되었다. 마커스 볼드윈이 제작한 이 조각은 1853년 클라크 밀스가 만든 흉상을 본뜬 것이었으며, 이는 다시 1785년 워싱턴의 마운트 버넌 자택에서 장앙투안 우동이 조각한 흉상의 복제품이었다. 클레어 오브리 휴스턴이 우표 틀을 디자인했으며, 에드워드 M. 홀과 요아힘 C. 벤징이 조각했다.[9]
- 1932년에 일반 서신 요금이 2센트에서 3센트로 인상된다는 발표가 있자, 우정청은 대중이 일상적인 통신에 워싱턴 보통우표를 계속 사용할 수 있도록 조치를 취했는데, 이는 60년 이상 된 전통이었다. 우정청은 1923년 보통우표를 새 요금으로 전환하는 대신, 2센트 워싱턴 200주년 기념 우표를 3센트 보통우표로 재디자인하여, 원래 디자인의 가장 눈에 띄는 기념적 특징인 초상화 양 옆의 탄생 및 사망 연도 리본을 제거했다. 이 발행물은 요금 인상이 발효되기 3주 전인 1932년 6월 15일에 등장했다.[26]
- 1938년 4월 25일, 우정청은 녹색 1센트 조지 워싱턴 우표를 발행했다. 이는 1938년 대통령 발행물의 첫 우표였으며, 모든 사망한 대통령들을 순서대로 배치하여 워싱턴을 일반 서신 요금 보통우표로 예약하는 오랜 전통을 깨는 것이었다. 대신, 이 워싱턴 발행물은 1950년대 후반까지 엽서와 서신을 운반하는 데 사용되었다. 1938년 대통령 발행물은 프랭클린 D. 루스벨트의 아이디어였다. 열렬한 우표 수집가였던 루스벨트는 과거의 다양한 미국 대통령들에게 경의를 표하는 우표 세트를 제안했다. 1937년, 많은 논쟁 끝에 루스벨트의 아이디어를 사용하여 새로운 보통우표 시리즈가 발행되었다. 1200개 이상의 작품이 제출된 전국 공모전에서 뉴욕 시 미술 학생 일레인 롤린슨의 작품이 워싱턴 우표 디자인으로 선정되었다.[7]

|  |  |  |

- 우정청은 1954년 8월 26일 일리노이주 시카고에서 1센트 워싱턴 우표를 발행했다. 조지 워싱턴의 조각은 길버트 스튜어트 (1755–1828)의 초상화를 본뜬 것이었다. 찰스 R. 치커링이 디자인했으며, 그는 국립미술관에서 얻은 사진을 바탕으로 직접 그림을 그렸다. 워싱턴의 초상화는 연방인쇄국의 리처드 M. 보워가 조각했다.
- 1962년 11월 23일, 우정청은 5센트 워싱턴 우표를 발행했으며, 뉴욕 뉴욕 우체국을 통해 처음 발행되었다. 윌리엄 K. 슈라지가 디자인한 워싱턴 조각은 이 대통령의 다른 여러 조각과 마찬가지로 1785년 장 우동이 조각한 워싱턴 흉상을 기반으로 한다.
- 1966년 2월 22일, 우정청은 5센트 청색 워싱턴 우표를 발행했다. 빌 하이드가 렘브란트 필의 초상화를 본떠 우표를 디자인했다. 비평가들은 이 우표에 나타난 워싱턴의 모습을 "얼굴에 곰보 자국이 있고", "면도하지 않은" 모습이라고 묘사했으며, 1967년 11월 17일에는 더 부드러워 보이는 재조각된 버전이 발행되었다.[27]

### 워싱턴, 최근 발행물
최근 몇 년 동안 워싱턴은 19세기와 20세기 초에 비해 우표에 훨씬 덜 자주 등장했다.
- 조지 워싱턴 탄생 250주년을 기념하여 1982년 2월 22일 버지니아주 마운트 버넌에서 20센트 기념우표가 발행되었다. 초판 발행 기념식은 마운트 버넌 인에서 열렸다.[28] 미주리주 캔자스시티의 디자이너 마크 잉글리시는 워싱턴의 독특한 옆모습을 묘사한 양식화된 초상화를 바탕으로 디자인했다.
- 우정청은 1984년 4월 16일 미국 국립문서기록관리청 창립 50주년을 기념하는 우표를 발행했으며, 디자인에 워싱턴과 에이브러햄 링컨의 실루엣이 포함되었다.[29]
- 워싱턴은 1986년 AMERIPEX 대통령 발행물에도 등장한다.
- 1994년 8월 19일, 미국 우정청은 펜실베이니아주 피츠버그에서 열린 미국 우표협회 연례 우표 박람회에서 5달러 워싱턴-잭슨 우표를 발행했다. 이 우표는 1869년 내셔널 뱅크 노트 컴퍼니가 만들었지만 1869년 우표 시리즈에는 사용되지 않은 디자인을 본뜬 것이었다. 중앙 이미지 또는 비네트는 조지 워싱턴과 앤드루 잭슨의 초상화를 특징으로 한다. 워싱턴과 잭슨의 묘사는 스탬프 벤처스(Stamp Venturers, Inc.)가 조각 공정을 통해 새겼으며, 20장짜리 작은 시트로 발행되었다.[7]
- 2001년에 워싱턴은 적갈색 20센트 보통우표에 등장했으며, 같은 해에 동일한 워싱턴 이미지가 짙은 녹색 23센트 보통우표에 사용되었다.
- 퍼플 하트 훈장의 원형은 대륙육군의 총사령관이었던 조지 워싱턴이 1782년 8월 7일에 제정했다.[30] 실제 명령에는 "군사 퍼플 하트 훈장을 착용한 자는 조국을 방어하는 데 피를 흘렸으니 영원히 동포들에게 숭상받을지어다"라는 문구가 포함되어 있다. 워싱턴의 옆모습은 현대의 퍼플 하트 메달을 장식하며, 미국 우편 퍼플 하트 발행물은 둘 다를 기린다. 캘리포니아주 칼즈배드의 칼 T. 헤르만(Carl T. Herrman)이 디자인한 이 우표는 워싱턴의 옆모습이 있는 퍼플 하트 메달 이미지를 묘사한다.[31] 퍼플 하트 우표는 2003년에 37센트 액면가로 처음 발행되었다. 이후 2006년에 39센트 우표로, 2007년에 41센트 우표로, 2008년에 42센트 우표로 재발행되었으며, 2009년 4월 28일에는 44센트 우표로 재발행되었다. 또 다른 퍼플 하트 우표는 2011년 5월 5일에 "영원우표"로 발행되었다.
- 2011년 4월 11일, 우정청은 길버트 스튜어트의 유명한 워싱턴 초상화의 컬러 복제본이 담긴 20센트 우표를 발행했다.

## 존 애덤스

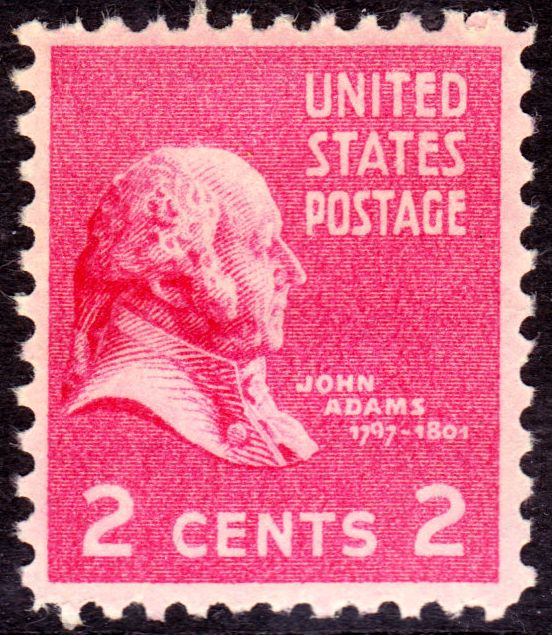

존 애덤스 (1735년 10월 30일 ~ 1826년 7월 4일)는 1797년부터 1801년까지 재임한 두 번째 미국 대통령이었다.
- 애덤스 (1735–1826)의 조각 초상화는 1938년 6월 3일 발행된 대통령 발행물의 2센트 액면가에 등장한다. 미국 의회 상원 갤러리에 전시된 대니얼 체스터 프렌치의 1889년 대리석 애덤스 흉상이 애덤스 조각의 모델로 사용되었다.
- 애덤스는 1986년 AMERIPEX 대통령 발행물에도 등장한다.

## 토머스 제퍼슨

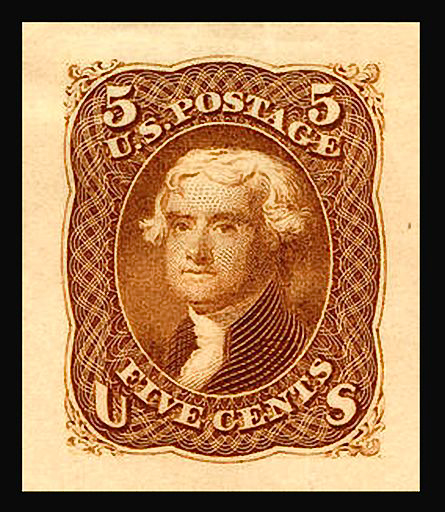
제퍼슨 다이 프루프 1861

토머스 제퍼슨 (1743년 4월 13일 ~ 1826년 7월 4일)은 1801년부터 1809년까지 재임한 세 번째 미국 대통령이었다.
토머스 제퍼슨의 모습은 수년 동안 그를 기리는 다양한 우표 발행물에 섬세하게 묘사되었다. 제퍼슨을 묘사한 첫 번째 발행물은 1856년에 발행되었는데, (위에 표시됨) 우정청이 1847년에 워싱턴과 프랭클린의 첫 두 우표를 발행한 지 9년 후였다. (이전에는 우편 요금 지불을 표시하고 확인하기 위해 수제 도장이 사용되었다.) 조지 워싱턴만큼이나 인기 있고 유명한 제퍼슨은 미국 우표 발행물에 비교적 덜 자주 등장하며, 워싱턴과 프랭클린과는 달리 1904년에 발행된 아래 표시된 한 기념 발행물과 1986년 AMERIPEX 대통령 발행물에만 등장한다. 그의 나머지 묘사는 정규 발행물에만 한정되어 있다.
- 1861년 8월 19일, 남북 전쟁이 버지니아를 비롯한 다른 지역에서 혼란을 야기하는 동안, 우정청은 토머스 제퍼슨을 기리는 5센트 버프(황갈색) 우표를 발행했다. 이 이미지를 제작하는 데 사용된 조각은 길버트 스튜어트의 초상화를 본뜬 것이었다. 이 발행물의 조각가는 윌리엄 마셜이었는데, 그는 이 시기의 여러 발행물에 워싱턴의 이미지도 조각했다.[6] 이 제퍼슨 발행물은 여러 가지 뚜렷한 갈색 색조로 나타난다. 이 이미지는 1863년 2월 3일에 짙은 갈색으로 다시 재인쇄되었다.[1] 또한 1861년, 제퍼슨은 남부 연합 우표에 등장한 최초의 미국 대통령이 되었는데, 파란색 10센트 액면가였으며 1862년에 색상이 장미빛 분홍으로 변경되어 재발행되었다.

|  |  |  |  |

- 1870년 4월 12일, 토머스 제퍼슨을 기리는 우정청의 세 번째 우표가 발행되었다. 10센트 우표는 내셔널 뱅크 노트 컴퍼니가 인쇄했다. 1859년 조각가 하이럼 파워스는 미국 정부로부터 미국 국회의사당 건물에 세울 두 개의 실물 크기 대리석 조각상을 만들도록 의뢰받았다. 하나는 벤저민 프랭클린이었고, 다른 하나는 토머스 제퍼슨으로 1863년에 완성되었다. 이것이 파워스가 1870년 10센트 발행물에 제퍼슨을 조각하는 데 모델로 사용한 이미지였다.[32]
- 1890년 2월 22일, 우정청은 다시 토머스 제퍼슨을 기리는 30센트 우표를 발행했다. 조각가이자 화가인 알프레드 존스 (1819–1900)는 이 발행물에 나타난 제퍼슨의 이미지를 만들었다. 존스는 아메리칸 뱅크 노트 컴퍼니 재직 시절 조각된 초상화와 역사적 장면으로 유명했다.
- 1894년 11월 1일, 최초의 50센트 보통우표가 발행되었다. 이는 연방인쇄국에서 인쇄된 첫 보통우표 시리즈에 등장했다. 이 디자인은 1890년 30센트 흑색 발행물을 기반으로 하며, 알프레드 존스의 동일한 토머스 제퍼슨 조각 이미지를 사용한다. 디자인은 대체로 동일하지만, 주황색과 상단 모서리의 삼각형으로 쉽게 구별된다.

|  |  |  |

- 토머스 제퍼슨을 묘사한 두 번째 50센트 주황색 우표는 1903년 3월 23일에 발행되었다. 이 우표는 R. 오스트랜더 스미스가 길버트 스튜어트의 1805년 제퍼슨 초상화를 바탕으로 디자인했다. 제퍼슨의 초상화는 조지 F. C. 스밀리가 조각했다.[9]
- 물론 워싱턴-프랭클린 시리즈에는 없었던 제퍼슨은 다음 보통우표 시리즈(1923년)에서 미국 우표에 다시 등장했으며, 클레어 오브리 휴스턴이 디자인한 9센트 우표에 묘사되었다. 휴스턴은 1904년 루이지애나 매입 박람회 시리즈의 2센트 액면가에 등장했던 조지 F. C. 스밀리의 제퍼슨 조각을 재사용했다. (스밀리의 조각 모델은 길버트 스튜어트가 1805년에 그린 제퍼슨의 초상화였다.) 스밀리의 조각은 새로운 판으로 전사되어 연방인쇄국 조각가 존 아이슬러와 레오 카우프만이 1923년 제퍼슨 발행물에 사용하기 위해 복원했다.
- 제퍼슨은 1938년 3센트 대통령 발행물에 등장하며, 이는 일반 서신 요금을 충족시켰다. 이것은 워싱턴 이외의 다른 대통령을 일반 서신 액면가에 배치하도록 디자인된 최초의 미국 보통우표 시리즈였다.

|  |  |

- 1954년 9월 15일, 자유 발행물의 2센트 제퍼슨 우표가 캘리포니아 샌프란시스코에서 발행되었다. 엽서 요금은 이 발행물이 출시된 날 2센트로 인상되었기 때문에, 이 우표는 그 이유로 우편물 사이에서 매우 흔했다. 제퍼슨의 조각은 길버트 스튜어트의 초상화에서 가져왔는데, 이는 메인주 브런즈윅의 보든 대학 박물관에 걸려 있다.
- 1센트 녹색 우표는 1968년 1월 12일 인디애나주 제퍼슨빌에서 발행되었다. 로버트 가이즈만이 디자인했으며, 현재 백악관 블루룸에 걸려 있는 렘브란트 필의 1800년 제퍼슨 초상화를 본뜬 것이다. 에드워드 R. 펠버가 제퍼슨의 조각을 제작했다.[9]
- 미국 우정청은 1993년 4월 13일 버지니아주 샬러츠빌에서 29센트 토머스 제퍼슨 보통우표를 발행했다. 이 우표 조각은 제퍼슨의 초상화를 특징으로 하며, 위대한 미국인 시리즈의 일부이다. 이 우표 발행물은 크리스토퍼 칼레가 디자인했으며, 우표의 판은 스탬프 벤처스(Stamp Venturers, Inc.)가 조각했다.

### 기념우표의 제퍼슨
토머스 제퍼슨은 두 개의 미국 기념우표에만 등장했으며, 그 중 첫 번째는 1904년에 발행되었고, 미국 대통령을 기리는 최초의 세 기념우표 중 하나였다(먼로와 매킨리와 함께).

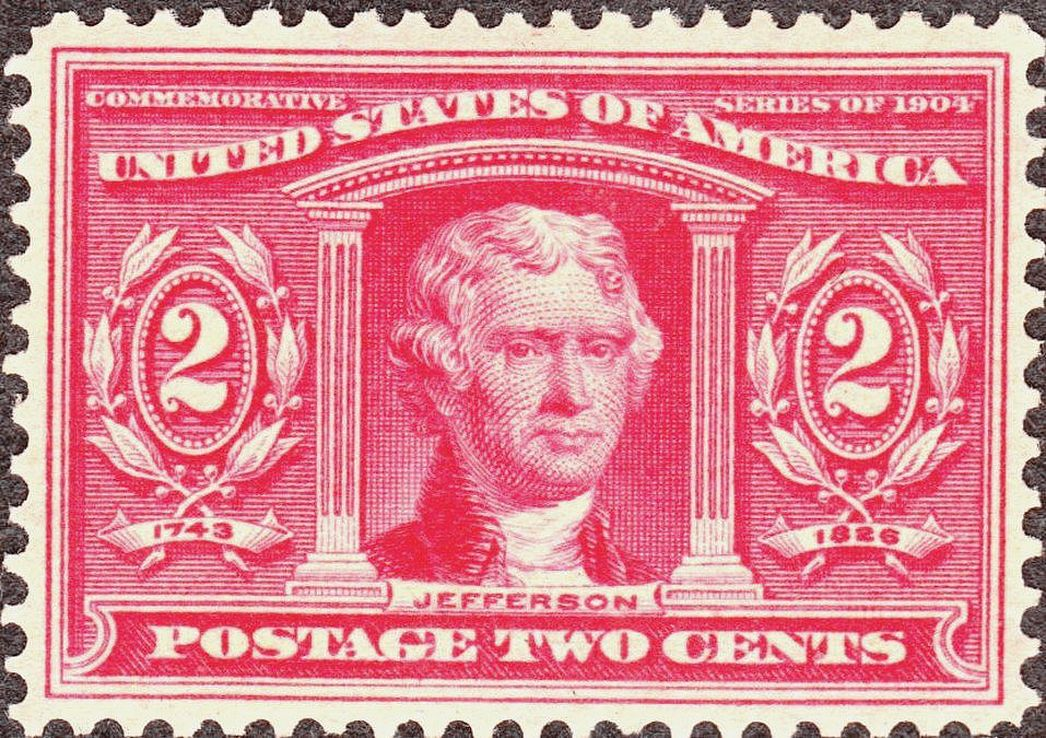
제퍼슨의 고전적인 조각 1904년 루이지애나 매입 박람회 발행물.

- 제퍼슨을 묘사한 첫 기념우표는 1904년 2센트 루이지애나 매입 박람회 발행물이었다. (대조적으로, 워싱턴은 수많은 보통우표에 등장했지만, 21년 후인 1925년 우정청이 그를 렉싱턴-콩코드 발행물에 묘사할 때까지 기념우표에 등장하지 않았다.[24])
- 현재까지 제퍼슨을 기린 유일한 다른 발행물은 1986년에 발행된 22센트 기념 AMERIPEX 대통령 발행물이었다.

## 제임스 매디슨
제임스 매디슨은 1809년부터 1817년까지 재임한 네 번째 미국 대통령이었다. 매디슨은 세 개의 보통우표에 등장한다.
|  |  |

- 1894년 12월 10일, 우정청은 2달러 매디슨 우표를 발행했다. 매디슨의 조각은 길버트 스튜어트의 초상화를 본뜬 것으로, 스튜어트는 대통령의 초상화를 총 4점 그렸다. 조각의 모델로 사용된 그림은 현재 Colonial Williamsburg Association 소유이다[33] (1994년, 이 우표의 네 이미지가 연방인쇄국의 우표 생산 100주년을 기념하는 기념 시트에 등장했다.)

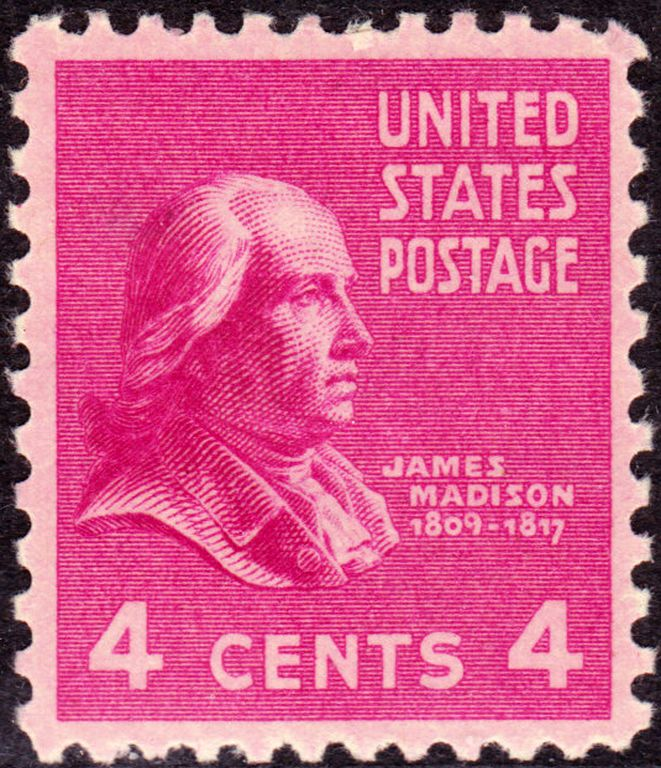

- 짙은 파란색 2달러 우표는 1903년 6월 5일에 발행되었다. 우표 이미지는 R. 오스트랜더 스미스가 미상의 예술가의 그림을 바탕으로 디자인했으며, 매디슨의 초상화는 조지 F. C. 스밀리가 조각했다. 1894년과 1903년의 2달러 우표는 우정청에서 내부 자금 이체에 자주 사용되었다.[34]
- 우정청은 1938년 7월 1일에 4센트 매디슨 우표를 발행했는데, 이는 그 해 발행된 대통령 발행물의 일부였다. 이 발행물의 매디슨 조각은 프레데릭 윌리엄 시버스가 제작한 흉상을 본뜬 것으로, 버지니아 주립 의사당에 전시되어 있다.[35]

매디슨은 보통우표에 등장했음에도 불구하고, 1986년에 발행된 22센트 기념 AMERIPEX 대통령 발행물에 다른 역대 대통령들과 함께 포함될 때까지 미국 기념우표에 등장하지 않았다.

2001년, 우정청은 마침내 제임스 매디슨의 탄생 250주년을 기념하여 단독 기념우표를 발행했으며, 2001년 10월 18일 뉴욕에서 처음 발행되었다. 이 우표는 존 톰슨이 디자인하고 삽화를 그렸다.

## 제임스 먼로
제임스 먼로 (1758년 4월 28일 ~ 1831년 7월 4일)는 1817년부터 1825년까지 두 번의 임기를 수행한 다섯 번째 미국 대통령이었다.
|  |  |  |

- 먼로를 기리는 최초의 미국 우표는 1904년 루이지애나 매입 박람회 기념 3센트 발행물이었다. 먼로의 이미지는 조지 F. C. 스밀리가 조각했으며, 현재 뉴욕 시청에 걸려 있는 존 반델린의 그림을 본뜬 것이었다. 이 세트의 다섯 우표 중 세 개는 미국 기념 발행물에 처음으로 등장하는 대통령 이미지였으며, 박람회 기간 7개월 동안만 판매되었다.[2]
- 10센트 "오렌지" (노란색) 보통 발행물은 1923년, 1925년, 1927년에 인쇄 및 발행되었으며, 먼로를 기리는 최초의 보통우표 발행물이었다.[7] 클레어 오브리 휴스턴이 먼로 우표를 디자인했으며, 1904년 루이지애나 매입 박람회 시리즈 3센트 발행물에 사용되었던 대통령 이미지를 선택했다. 에드워드 J. 하인이 조지 스밀리의 조각된 초상화를 새로운 판으로 전사하고 새로운 우표를 위해 복원했다.[9][36]
- 5센트 1938년 대통령 발행물은 먼로를 옆모습으로 묘사하며, 그 시리즈의 모든 이미지와 마찬가지이다. 먼로의 조각은 모리츠 퓌르스트가 디자인하고 미국 조폐국에서 발행한 의회 메달을 본뜬 것이다.[9]

|  |  |

- 1958년 4월 28일 버지니아주 몬트로스에서 우정청은 제임스 먼로 탄생 200주년을 기념하는 3센트 우표를 발행했다. 이 발행물은 프랭크 콘리가 디자인했으며, 길버트 스튜어트의 먼로 초상화를 본뜬 것이다.
- 5센트 1954년 발행물의 이미지는 렘브란트 필의 초상화를 본뜬 것으로, 버지니아주 프레더릭스버그의 제임스 먼로 법률 사무소 및 박물관에 전시되어 있는데, 이 건물은 제임스 먼로가 법률 실무를 하던 곳이다.[7]
- 먼로는 1986년 22센트 기념 AMERIPEX 대통령 발행물에 기려졌다.

## 존 퀸시 애덤스

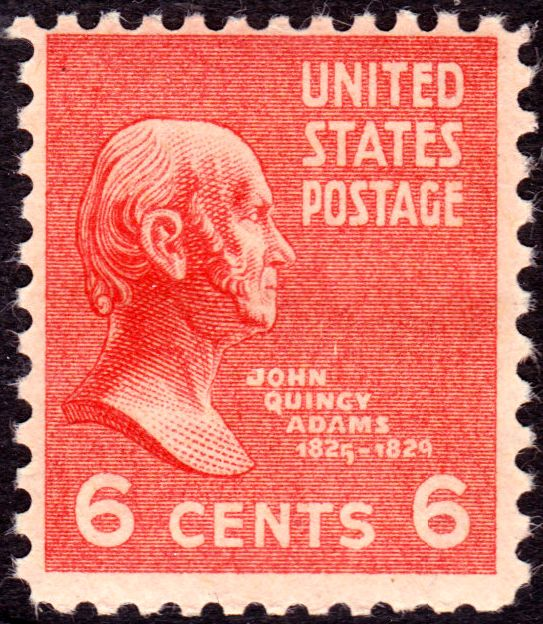

존 퀸시 애덤스 (1767년 7월 11일 ~ 1848년 2월 23일)는 1825년부터 1829년까지 재임한 여섯 번째 미국 대통령이었다. 그는 다음 두 개의 미국 우표에 등장했다:
- 애덤스의 조각 이미지는 1938년 대통령 시리즈의 주황색 6센트 액면가에 나타난다. 이 조각은 미국 국회의사당에 전시된 애덤스 흉상을 본뜬 것이다.[7]
- 애덤스를 묘사한 다음 우표는 아메리펙스 '86 발행물의 일부였으며, 이는 과거 사망한 모든 미국 대통령들을 기렸다.[1]

## 앤드루 잭슨

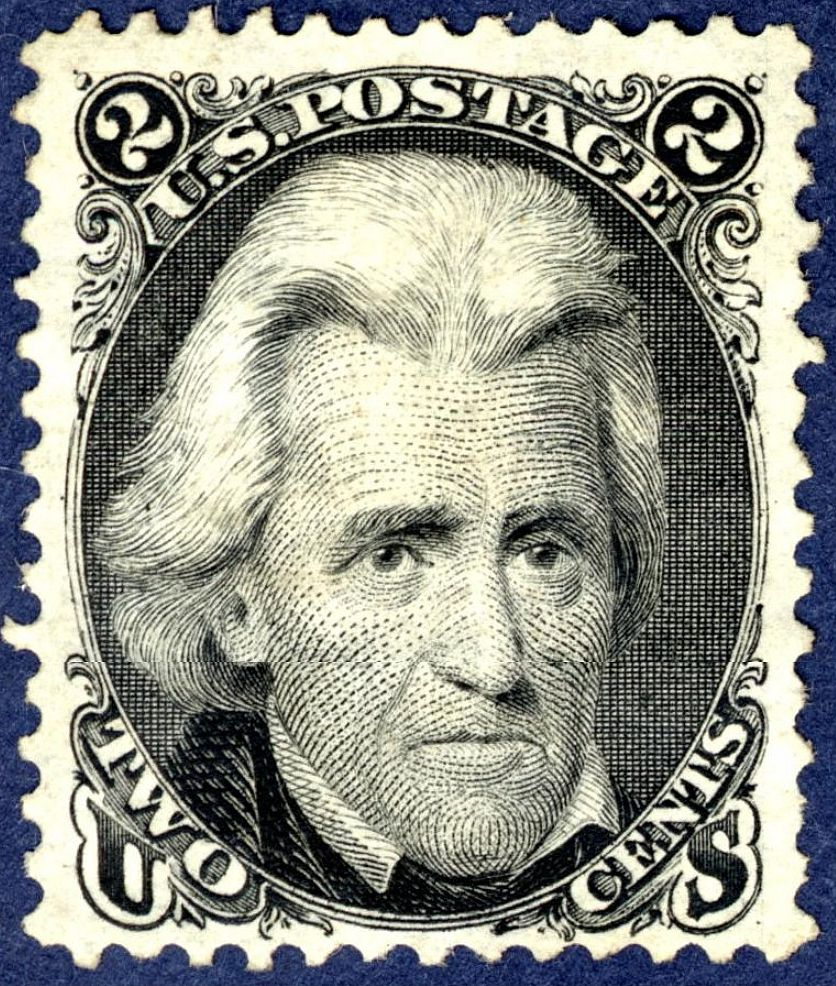
최초의 잭슨 우표, 1863년 7월 1일 발행

앤드루 잭슨은 1829년부터 1837년까지 두 번의 임기를 수행한 일곱 번째 미국 대통령이었다. 그는 1815년 뉴올리언스 전투에서 미군을 지휘했다. 잭슨은 1845년에 사망했으며, 우정청은 그의 사망 18년 후인 1863년 발행물(위 첫 등장)에 표시됨)을 통해 그를 기리는 첫 우표를 발행했다. 그 당시, 앞서 언급했듯이, 그는 이미 두 가지 다른 남부 연합 2센트 우표에 등장했었다.
|  |  |  |  |

- 하이럼 파워스 (1805–1873)는 가장 위대한 미국 태생 신고전주의 조각가 중 한 명으로 여겨졌다. 1834년, 앤드루 잭슨은 파워스가 대통령의 흉상을 조각하는 동안 여러 번 자세를 취했다. 이 흉상은 1835년 1월에 완성되었다. 35년 후, 이는 내셔널 뱅크 노트 컴퍼니 1870–1871년 발행물의 2센트 잭슨 우표의 이미지에 영감을 주었다.
- 1894년의 3센트 발행물은 1873년과 1883년 발행물과 유사한 잭슨의 이미지를 특징으로 하며, 하이럼 파워스의 흉상에서 가져왔다.

|  |  |  |  |

- 1903년 3센트 발행물은 A. 실리가 조각했으며, 그는 미국 화가 토머스 설리의 잭슨 초상화를 본떠 이미지를 만들었다. 1824년 설리는 앤드루 잭슨의 실물 연구 초상화를 그렸다. 이 시기에 잭슨은 상원의원이자 다가오는 1824년 대통령 선거 후보였다. 20년 후, 잭슨의 건강 악화로 인해 설리는 이 이미지를 바탕으로 1824년 연구 초상화를 다시 그렸다. 이 그림은 잭슨이 1845년 4월에 사망하기 직전에 완성되었다. 설리의 초상화는 1903년과 1967년 우표 발행물에 사용된 조각의 모델이었다. 설리의 그림은 현재 워싱턴 DC의 내셔널 갤러리 오브 아트에 걸려 있다.[9]
- 7센트 1938년 대통령 발행물은 잭슨의 옆모습을 특징으로 한다. 잭슨의 이미지는 모리츠 퓌르스트와 레오폴드 F. 숄츠의 잭슨 청동상에서 본뜬 것으로, 이 동상은 미국 국회의사당 원형 홀에 서 있다.
- 1센트 1963년 잭슨 발행물은 윌리엄 K. 슈렌지가 디자인했다. 잭슨의 이미지는 1829년 모리츠 퓌르스트가 만든 메달을 본뜬 것이다.[9]
- 1967년 10센트 발행물의 잭슨 조각은 1903년 발행물에서 조각의 모델로 사용된 동일한 토머스 설리 그림에서 가져왔다. 레스터 빌이 전체 우표 이미지와 디자인을 디자인했다.[9]

### 기념우표의 앤드루 잭슨
앤드루 잭슨은 다음 기념우표에 등장한다.
|  |  |  |

- 1937년 1월 15일에 발행된 2센트 육군 발행물은 앤드루 잭슨과 윈필드 스콧의 초상화를 양쪽에 특징으로 하며, 배경에는 잭슨의 집인 허미티지가 묘사되어 있다. 잭슨은 미영 전쟁의 영웅으로, 그의 군대는 뉴올리언스 전투에서 영국군을 물리쳤다. 스콧은 다른 어떤 사람보다 더 오랫동안 미 육군 장군으로 복무했다.
- 1946년 6월 1일, 테네시 주 승격 150주년을 기념하여 3센트 보라색 우표가 발행되었는데, 이 우표는 왼쪽에 앤드루 잭슨, 오른쪽에 존 시비어를 묘사하고 중앙에는 테네시 주 의사당 건물이 그려져 있다. 잭슨은 테네시주 출신 최초의 미국 대통령이었다.
- 5센트 "뉴올리언스 전투" 발행물은 당시 잭슨 장군이 뉴올리언스와 미국이 루이지애나 매입으로 획득한 광대한 영토를 점령하려는 침략하는 영국군을 물리치는 모습을 묘사한다.[37]
- 잭슨은 1986년 AMERIPEX 대통령 발행물에 등장한다.
- 1994년 8월 19일, 우정청은 펜실베이니아주 피츠버그에서 열린 미국 우표협회 연례 우표 박람회에서 5달러 워싱턴-잭슨 우표를 발행했다. 이 우표는 1869년 내셔널 뱅크 노트 컴퍼니가 만들었지만 1869년 미국 우표 시리즈에는 사용되지 않은 디자인을 본뜬 것이었다. 중앙 이미지 또는 비네트는 조지 워싱턴과 앤드루 잭슨의 초상화를 특징으로 한다. 워싱턴과 잭슨의 묘사는 스탬프 벤처스(Stamp Venturers, Inc.)가 조각 공정을 통해 새겼으며, 20장짜리 작은 시트로 발행되었다.[7]

## 마틴 밴 뷰런

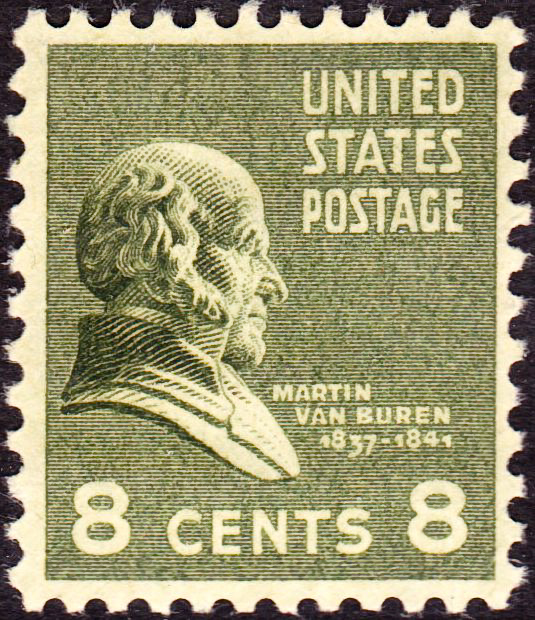

마틴 밴 뷰런 (1782년 12월 5일 ~ 1862년 7월 24일)은 1837년부터 1841년까지 재임한 여덟 번째 미국 대통령이었다. 대통령이 되기 전에는 앤드루 잭슨 휘하에서 여덟 번째 부통령 (1833–1837)과 열 번째 국무장관을 역임했다. 밴 뷰런은 미국 시민으로 태어난 최초의 미국 대통령이었다.
- 밴 뷰런은 1938년 발행물인 1938년 대통령 시리즈의 8센트 올리브 그린 액면가에 등장하는데, 이 우표 시리즈의 액면가는 해당 대통령의 임기 번호와 일치한다. 미국 국회의사당 상원 갤러리에 전시된 밴 뷰런의 조각 흉상이 이 발행물 대통령 이미지 조각의 모델로 사용되었다.
- 밴 뷰런은 1986년 AMERIPEX 대통령 발행물에 기려졌다.

## 윌리엄 헨리 해리슨
윌리엄 헨리 해리슨 (1773년 2월 9일 ~ 1841년 4월 4일)은 1841년 3월부터 4월까지 재임한 아홉 번째 미국 대통령이었고, 미국 육군에서 복무하며 미영 전쟁 중 소장 계급에 올랐다. 혁명 전쟁이 시작되기 전에 영국 왕실 신민으로 태어난 마지막 미국 대통령이었으며, 재임 중 사망한 최초의 대통령이기도 했다. 취임 선서 후 한 달 만에 사망했다. 해리슨의 손자인 인디애나 출신 벤저민 해리슨은 1889년부터 1893년까지 23대 대통령이었는데, 이로써 그들은 유일한 조부모-손자 대통령 조합이 되었다.
|  |  |  |

- 해리슨은 1938년 9센트 분홍색 대통령 시리즈 발행물에 등장한다. 해리슨의 이미지는 버지니아 주립 의사당 로툰다에 전시된 흉상에서 가져왔다.[7] 이 발행물은 윌리엄 슈라지가 디자인했으며, 마스터 조각가는 C. A. 브룩스였다.[42]
- 1950년 7월 4일, 미국 우정청은 인디애나 주 승격 150주년을 기념하는 3센트 인디애나 준주 기념우표를 발행했으며, 빈센스 (인디애나주) 우체국에서 우표를 공개했다. 이 우표의 중앙 디자인은 인디애나 준주의 초대 주지사였던 윌리엄 헨리 해리슨의 초상화이다. 그의 뒤에는 최초의 주 의사당 건물이 그려져 있다.[7]
- 해리슨은 1986년 AMERIPEX 대통령 기념 발행물에도 등장한다.

## 존 타일러

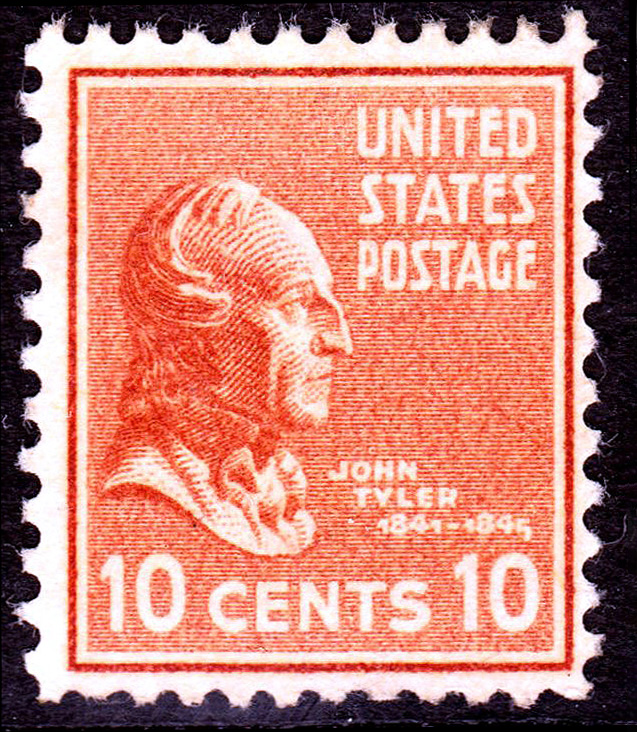

존 타일러 (1790년 3월 29일 ~ 1862년 1월 18일)는 열 번째 미국 대통령이었다 (1841–1845). 그는 윌리엄 헨리 해리슨의 사망으로 대통령직을 승계했는데, 재임 중 대통령직을 승계한 최초의 부통령이었다.
- 타일러의 이미지는 1938년 대통령 발행물의 주황색-갈색 10센트 액면가에 나타나며, 버지니아 주립 의사당 로툰다에 전시된 존 켁의 흉상을 본뜬 것이다.[9] 1938년 타일러 우표 발행물은 주로 다른 액면가와 함께 사용되었다. 단독 사용 예시는 대개 해외 우편물에서 발견된다.[7]
- 타일러를 기리는 유일한 다른 우표(현재까지)는 1986년에 발행된 22센트 우표로, AMERIPEX 대통령 발행물 시리즈에 포함되어 있으며, 린든 존슨을 포함한 모든 대통령이 각자의 우표에 등장한다.[1]

## 제임스 K. 포크

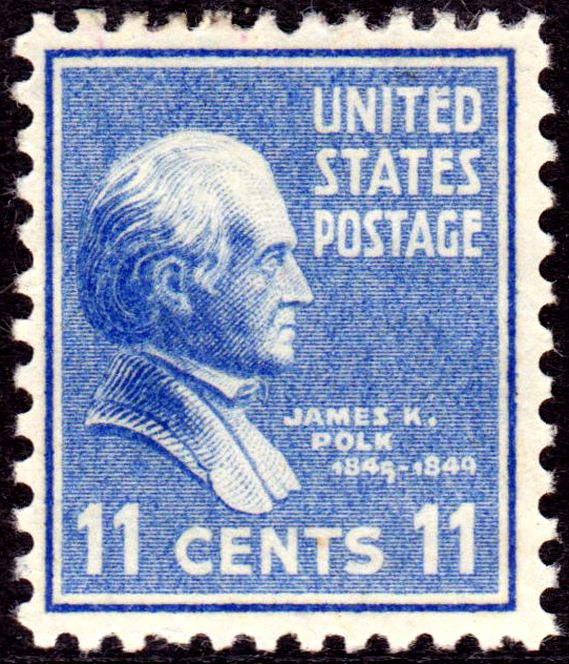

제임스 녹스 포크 (1795년 11월 2일 ~ 1849년 6월 15일)는 11번째 미국 대통령이었다 (1845–1849). 포크는 노스캐롤라이나에서 태어났다. 그는 나중에 테네시주에 살았고 그 주의 주지사가 되었다. 민주당원이자 앤드루 잭슨의 열렬한 지지자였던 포크는 대통령이 되기 전에 하원 의장 (1835–1839)과 테네시주 주지사 (1839–1841)를 역임했다. 그의 단 한 번의 4년 임기 동안, 포크는 그의 행정부를 위해 설정한 모든 주요 목표를 달성했으며, 멕시코-미국 전쟁을 성공적으로 관리하여 미국에 현재 본토의 대부분을 확보했다.
- 포크의 이미지는 1938년 대통령 발행물의 11센트 액면가에 나타난다. 우표의 포크 옆모습은 미국 조폐국에서 발행한 메달을 본뜬 것이다.[9] 이 발행물은 울트라마린으로 인쇄되었으며 시트 우표로만 인쇄되었고, 1938년 9월 8일 워싱턴 D.C.에서 처음 발행되었다.[1]
- 포크는 1986년 AMERIPEX 대통령 발행물에 기려졌다.
- 우정청은 포크 탄생 200주년을 기념하여 32센트 기념우표를 발행했으며, 1995년 11월 2일 포크가 성인 생활을 보낸 컬럼비아 (테네시주)에서 처음 발행되었다. 이 발행물은 뱅크노트 코퍼레이션 오브 아메리카에서 적갈색으로 인쇄된 조각 공정으로 제작되었다. 이 우표는 1950년대 이후 발행된 몇 안 되는 발행물 중 하나로 "UNITED STATES POSTAGE"라는 문구를 완전하게 표기하고 있다. 또한, 주제의 탄생 연도와 사망 연도가 표면에 새겨진 매우 드문 현대 보통 발행물 중 하나이다.[45]

## 재커리 테일러

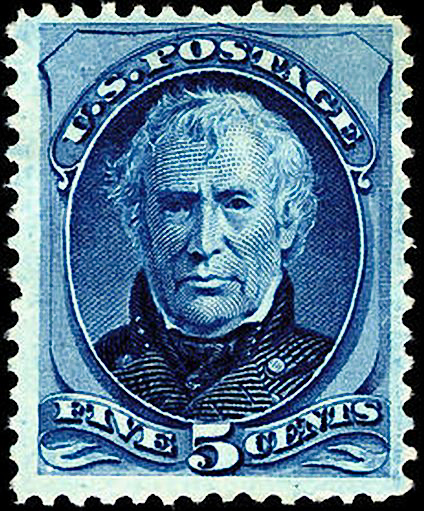

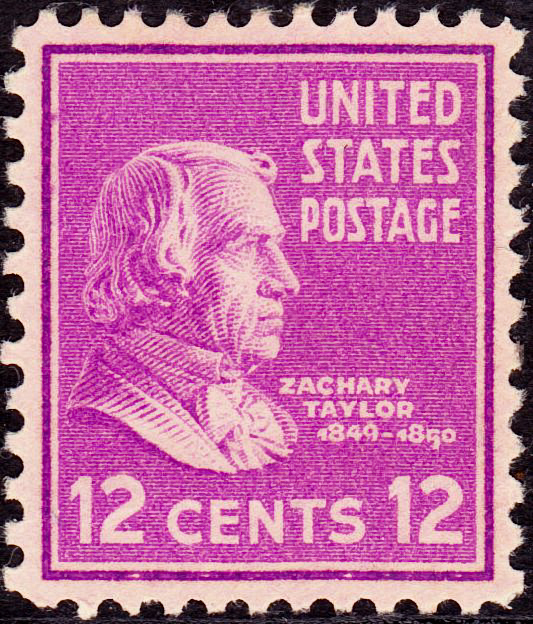

재커리 테일러 (1784년 11월 24일 ~ 1850년 7월 9일)는 12대 미국 대통령 (1849–1850)이자 미국 군사 지도자였다. 테일러는 1848년 대통령 선거에서 휘그당 후보로 출마하여 루이스 캐스를 물리치고 이전에 선출직을 한 번도 역임하지 않은 최초의 대통령이 되었다. 그는 40년 이상 군에서 복무했으며, 전투에서 한 번도 패한 적이 없는 명성을 얻었고, "올드 러프 앤 레디"라는 별명을 얻었다. 멕시코-미국 전쟁 (1846–1848) 동안 테일러는 국가적 영웅이 되었고, 이러한 명성으로 대통령으로 선출되었다.
- 재커리 테일러는 세 개의 미국 우표, 즉 보통 발행물에 기려졌다. 첫 번째 테일러 우표는 1875년에 발행되었다. 이 첫 발행물은 컨티넨탈 뱅크 노트 컴퍼니가 황색 직조지에 인쇄했다. 아메리칸 뱅크 노트 컴퍼니가 1879년에 우표 인쇄 연방 계약을 따냈을 때, 이 회사는 두 번째 테일러 발행물(1875년 발행물과 동일한 외관)을 부드러운 다공성 종이에 인쇄했으며, 컨티넨탈 뱅크 노트 컴퍼니의 원본 판을 사용했다. 테일러의 조각은 남북 전쟁 사진작가 매튜 브래디가 촬영한 테일러의 다게레오타이프를 본뜬 것이었다.[9]
- 테일러는 1938년 대통령 시리즈의 12센트 액면가에도 등장한다. 버지니아 주립 의사당 로툰다에 전시된 흉상이 이 발행물에 묘사된 이미지에 영감을 주었다.[7]
- 테일러에게 헌정된 유일한 기념 발행물은 1986년 AMERIPEX 대통령 발행물에 포함되었다.[24]

## 밀러드 필모어

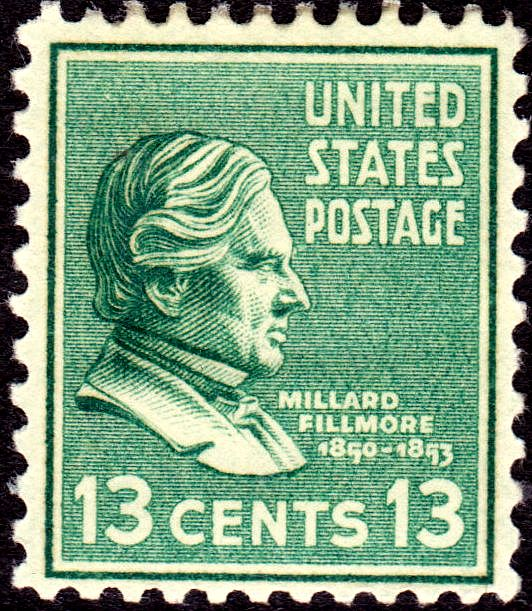

밀러드 필모어 (1800년 1월 7일 ~ 1874년 3월 8일)는 1850년부터 1853년까지 재임한 13대 미국 대통령이었다. 그는 재커리 테일러의 사망으로 대통령직을 승계했으며, 그 아래에서 12대 부통령을 역임했고, 휘그당 출신 마지막 대통령이었다.
- 필모어는 1938년 대통령 발행물의 13센트 액면가에 등장한다. 필모어의 조각된 이미지는 로버트 쿠싱[9]의 흉상을 본뜬 것으로, 미국 국회의사당 상원 갤러리에 전시되어 있다. 이것은 필모어가 미국 우표에 처음으로 등장한 것이었다.[1]
- 필모어는 1986년 5월 22일 우정청에서 발행된 AMERIPEX 대통령 시리즈에도 등장한다.

## 프랭클린 피어스

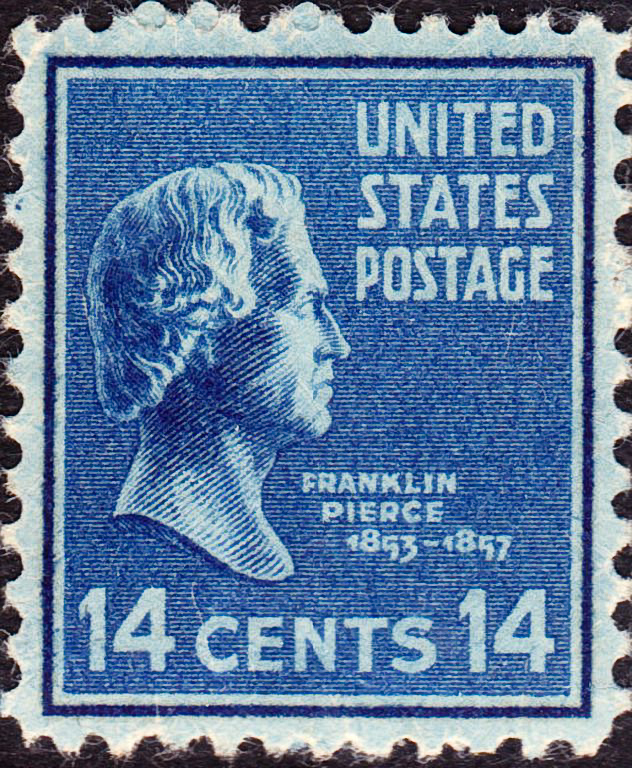

프랭클린 피어스 (1804년 11월 23일 ~ 1869년 10월 8일)는 정치인이자 변호사로, 1853년부터 1857년까지 재임한 14대 미국 대통령이었으며, 뉴햄프셔 출신 유일한 대통령이다. 피어스는 멕시코-미국 전쟁 중 의용군 미국 육군에 입대하여 대령 계급에 올랐다. 1847년 3월, 그는 의용군 준장으로 임명되어 멕시코 시티로 진격하는 윈필드 스콧의 군대에 대한 증원 여단을 지휘했다.
- 피어스는 1938년 대통령 시리즈의 14센트 발행물에 등장한다. 미국 조폐국에서 발행한 메달이 피어스의 조각된 이미지의 모델로 사용되었다. 이 우표는 1938년 10월 6일에 발행되었다.
- 피어스는 1986년 5월 22일에 발행된 AMERIPEX 대통령 발행물까지 기념우표에 등장하지 않았다.

## 제임스 뷰캐넌

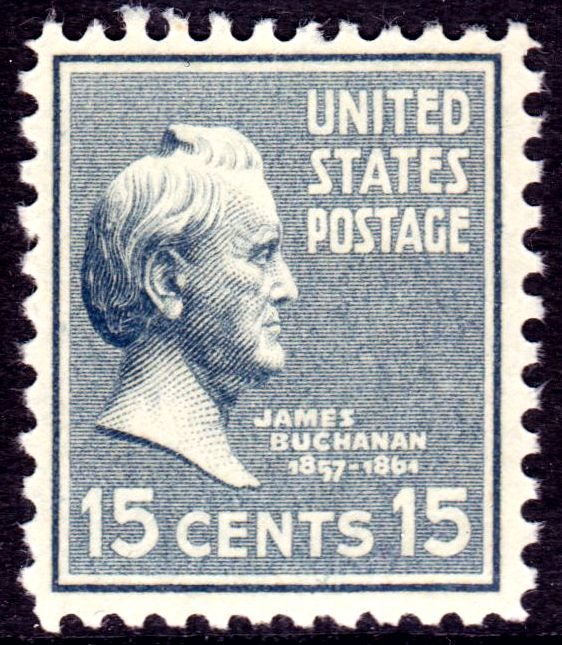

제임스 뷰캐넌 주니어 (1791년 4월 23일 ~ 1868년 6월 1일)는 1857년부터 1861년까지 재임한 15대 미국 대통령이었다. 18세기에 태어난 마지막 대통령인 뷰캐넌은 1857년 대통령직에 오르기 전에 의원 (1821–1831), 상원의원 (1834–1845), 주러시아 공사 (1832–1834), 국무장관 (1845–1849)을 역임했다. 뷰캐넌의 대통령 재임에 대한 역사가들의 의견은 다양하며, 일부는 분열된 국가를 오랫동안 유지한 공로를 인정하는 반면, 다른 일부는 남북 전쟁을 막지 못한 점을 비난한다. 현재까지 그는 펜실베이니아주 출신 유일한 대통령이자 결혼하지 않은 유일한 대통령이다.
- 제임스 뷰캐넌의 조각된 초상화는 1938년 대통령 시리즈의 15센트 발행물에 나타난다. 이 이미지는 현재 워싱턴 D.C. 내셔널 갤러리 오브 아트에 전시된 헨리 덱스터의 조각 흉상을 본뜬 것이다.[9] 이것은 뷰캐넌이 미국 우표에 처음으로 등장한 것이었다.
- 뷰캐넌은 1986년 AMERIPEX 대통령 발행물에도 등장한다.[47]

## 에이브러햄 링컨

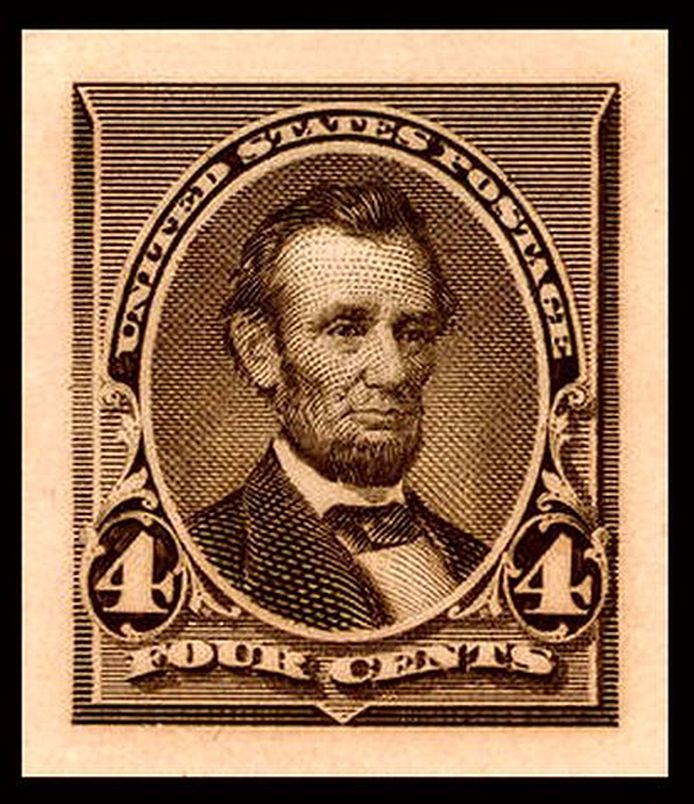

에이브러햄 링컨 (1809년 2월 12일 ~ 1865년 4월 15일)은 1861년부터 1865년까지 재임한 16대 미국 대통령이었다. 공화당 최초의 대통령으로 선출된 그는 남북 전쟁을 성공적으로 이끌어 연방을 보존하고 노예제를 종식시켰으며, 1863년 노예 해방 선언을 발표하고, 이후 미국 헌법 제13조 수정안 비준을 추진했다. 그의 대통령 임기는 1865년 4월, 두 번째 임기가 시작된 지 6주 만에 암살당하면서 중단되었다.
조지 워싱턴이 미국 우표에 등장한 횟수 다음으로 링컨의 미국 우표 등장은 다른 모든 대통령들을 합친 것보다 더 많다. 그의 미국 우표 첫 등장은 그의 사망 1주기 또는 그 무렵에 이루어졌다.
|  |  |  |

- 위에 표시된 에이브러햄 링컨을 기리는 최초의 우표는 그의 사망 1년 후인 1866년 4월 14일 또는 약 일주일 후에 발행되었다 (전문가들과 미국 우편 기록은 일치하지 않는다). 링컨의 조각은 매튜 브래디가 촬영한 사진을 본뜬 것이었다.
- 1869년 90센트 발행물은 매튜 브래디가 촬영하여 1866년 발행물의 모델로 사용된 동일한 사진을 본뜬 링컨의 조각을 보여준다. 내셔널 뱅크 노트 컴퍼니에서 총 47,460장의 우표만 인쇄되었다.
- 1870년 6센트 발행물은 토머스 다우 존스의 조각을 본뜬 링컨의 조각을 묘사한다.[48]

|  |  |  |  |

- 링컨 우표 디자인 뒤에는 여러 저명한 예술가들이 있다. 1890년 발행물은 아메리칸 뱅크 노트 컴퍼니에서 인쇄되었다. 알프레드 존스는 남북 전쟁 시대의 가장 중요한 사진작가라고 할 수 있는 매튜 브래디가 찍은 링컨 사진을 본떠 초상화를 조각했다. 가장 주목할 만한 우표 디자이너-예술가 중 한 명은 클레어 오브리 휴스턴인데, 그는 비네트를 위해 기존 조각을 사용하여 연방인쇄국 우표를 디자인했다.
- 1898년 4센트 발행물은 연방인쇄국의 조각가인 조지 F. C. 스밀리가 조각했는데, 그는 1898년에 이전에 조각을 만들었다. 스밀리 역시 1864년 매튜 브래디가 촬영한 링컨 사진을 바탕으로 작업했다.
- 5센트 청색 우표는 R. 오스트랜더 스미스가 디자인했다. 조각은 마커스 W. 볼드윈이 담당했으며, 매튜 브래디의 사진을 바탕으로 했다.[7][9]

|  |  |  |

- 1923년, 1925년, 1927년의 3센트 발행물은 에이브러햄 링컨을 묘사한다. 클레어 오브리 휴스턴은 비네트를 위해 연방인쇄국에서 1894년에 사용했던 링컨의 기존 조각을 사용하여 우표를 디자인했다. 연방인쇄국의 조각가 조지 스밀리는 1898년에 이전 조각을 만들었다. 스밀리는 1864년 매튜 브래디가 촬영한 링컨 사진을 바탕으로 작업했다.[9] 이 발행물은 링컨의 생일인 1923년 2월 12일 워싱턴 D.C.와 링컨의 출생지 근처인 켄터키주 호지빌에서 처음 발행되었다.[7] 1932년 우편 요금이 2센트에서 3센트로 인상되면서, 링컨은 워싱턴 외의 대통령으로는 처음으로 일반 서신 요금 보통우표에 등장하게 되었다. 당시 워싱턴 3센트 우표도 두 장이나 구할 수 있었기 때문에 우정청은 3센트 링컨의 생산을 중단하고 1933년 7월에 배달을 중단했으며 모든 인쇄판을 폐기했다. 그러나 특히 수집가들의 인기 있는 수요로 인해 링컨 탄생 125주년인 1934년 2월 12일 우표를 소인하고 싶어하는 수집가들의 수요로 인해, 3센트 링컨은 그 해 2월 7일에 새로운 판으로 재발행되었다.[26]
- 링컨은 1938년 대통령 시리즈의 16센트 발행물에 등장한다. 상원 갤러리에 전시된 사라 피셔 에임스가 조각한 흉상이 이 발행물의 링컨 조각상에 영감을 주었다.[9] 1938년 10월 20일 워싱턴 D.C.에서 처음 발행되었다.
- 다음 보통우표 시리즈인 자유 발행물은 4센트 우표에 링컨을 특징으로 하며, 1954년 11월 16일에 발행되었다. 이 발행물은 1963년까지 1등급 우편 요금을 지불했다. 찰스 R. 치커링이 디자인했으며, 더글러스 볼크 초상화 사진에서 따온 원본 그림을 본뜬 것이다. 사용 기간 동안 미국에서 가장 인기 있는 우표로 간주되었다.[49]

|  |  |

- 링컨은 미국 항공우편 우표면에 등장한 유일한 대통령이며, 1960년 4월 22일 캘리포니아 샌프란시스코에서 처음 발행되었다.[50]
- 1965년 11월 17일, 미국 우정청은 링컨의 옆모습과 "통나무 오두막" 배경이 특징인 4센트 흑색 우표를 뉴욕시에서 처음 발행했다. 이는 저명한 미국인 시리즈 중 첫 발행물이다. 링컨은 정규 교육을 거의 받지 못했지만, 그의 연설과 글은 오늘날 걸작으로 여겨진다. 이는 링컨의 소박한 시작과 동의어가 된 통나무 오두막 디자인의 주제이다. 이 발행물의 조각은 매튜 브래디가 촬영한 사진을 본뜬 것이다.[7]

### 기념우표의 링컨

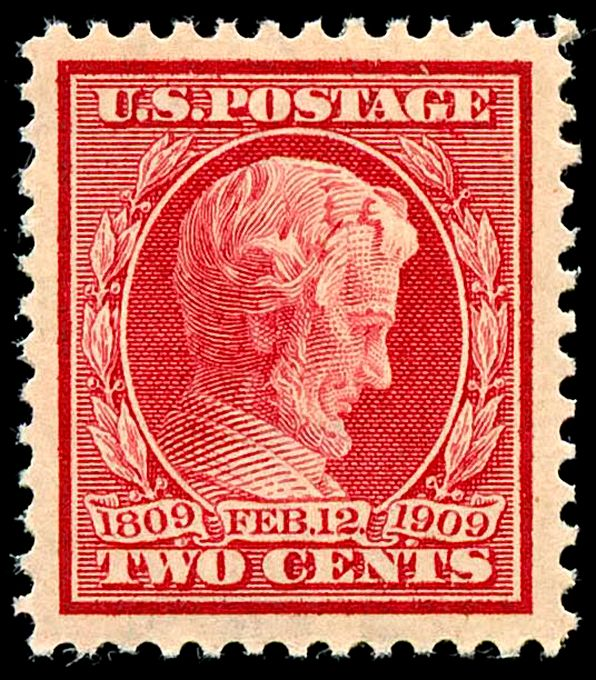

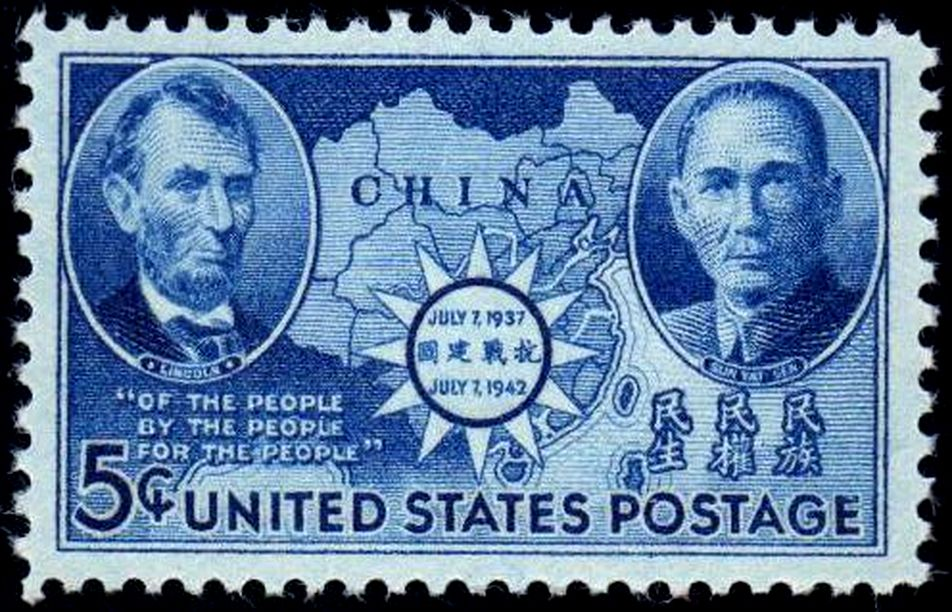

- 1909년 2센트 링컨 우표는 미국 최초의 단일 기념우표 발행물로, 보통우표와 동일한 크기를 가졌다. 이는 놀랄 일이 아닌데, 사실상 전년도 2센트 워싱턴 보통우표를 복제한 것이기 때문이다. 템플릿으로 그 우표의 사진을 사용하여, 디자이너 클레어 오브리 휴스턴은 워싱턴이 차지했던 화환으로 둘러싸인 타원형에 링컨의 이미지를 삽입하고, 그 위에 날짜 리본을 겹쳐서 조각가들에게 넘겼다.[51] 링컨은 1866년 이후 모든 보통 발행물의 최소 한 액면가에 등장했었다. 1908년 보통 발행물에 워싱턴과 프랭클린의 초상화만 등장하자, 링컨의 배제에 대한 대중의 상당한 실망이 있었다. 그의 탄생 100주년 발행은 상황을 완화할 기회를 만들었다. 마커스 볼드윈이 이 발행물에서 조각한 링컨은 조각가 오거스터스 세인트고든스의 조각상을 본뜬 것이다.
- 1942년 7월 7일, 미국 우정청은 중국과 자유 정부를 보존하려는 중국의 투쟁에 대한 경의를 표하기 위해 일본의 압제에 대한 중국의 저항 5주년을 기념하는 5센트 우표를 발행했다. 이 발행물의 디자인은 중국 지도를 특징으로 하며, 중국의 국가 상징인 태양 이미지가 지도 위에 겹쳐져 있다. 우표의 양쪽에는 에이브러햄 링컨과 중화민국의 초대 대통령 쑨원의 초상화가 있다.

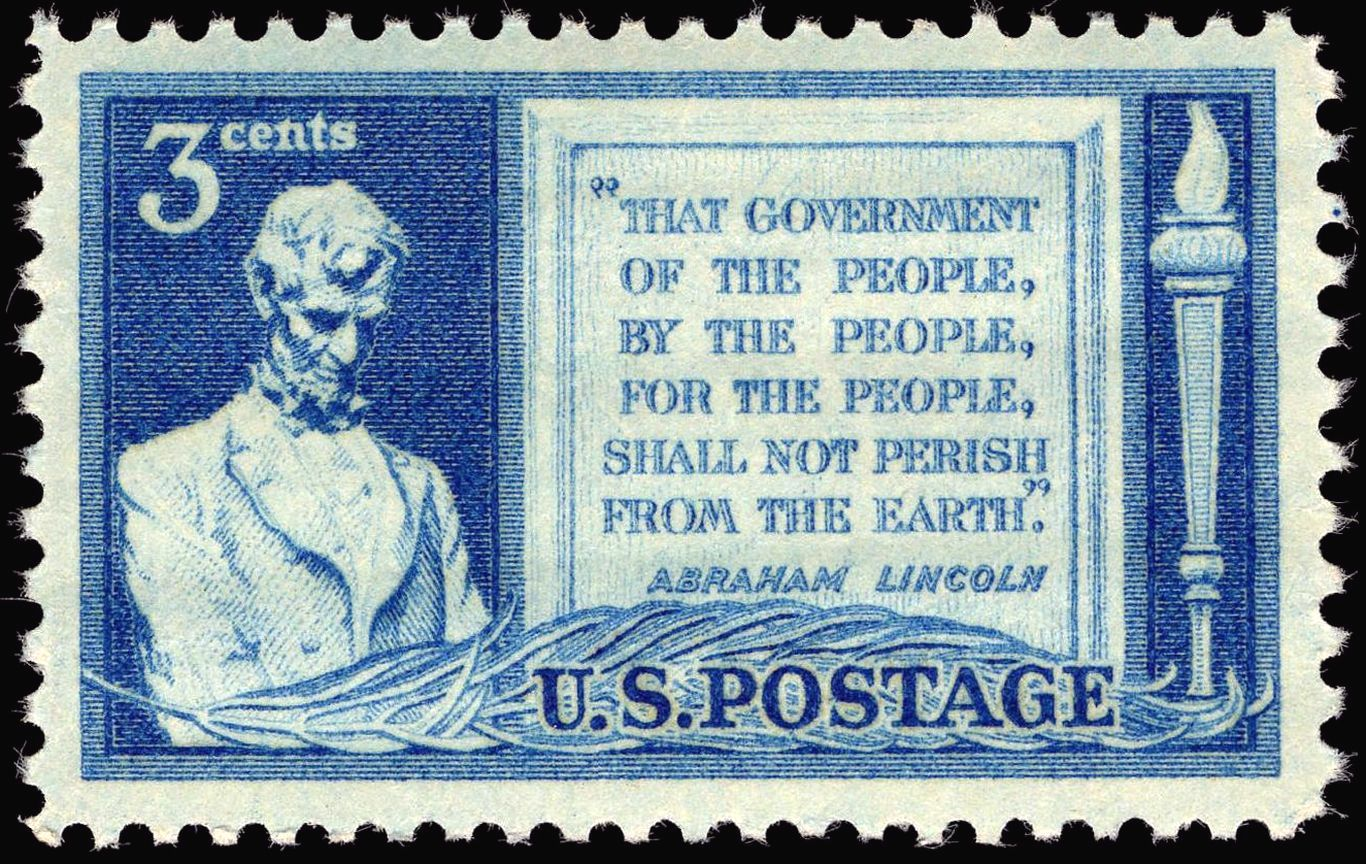

- 1948년 11월 19일, 에이브러햄 링컨 대통령이 가장 유명한 연설을 한 지 85년 만에 미국 우정청은 기념 게티즈버그 연설 발행물을 공개했다. 링컨은 남북 전쟁의 전환점이 된 게티즈버그 전투에서 아메리카 연합국의 군대를 물리친 지 4개월 반 후인 1863년 11월 19일 펜실베이니아주 게티즈버그의 병사 국립 묘지 봉헌식에서 게티즈버그 연설을 했다.

미국 우정청은 1809년 에이브러햄 링컨 탄생 150주년을 기념하여 1958년과 1959년 동안 4개의 기념우표 시리즈를 발행했다. 이 네 개의 우표는 다양한 유명 예술 작품을 본뜬 것이었다.
|  |  |  |  |

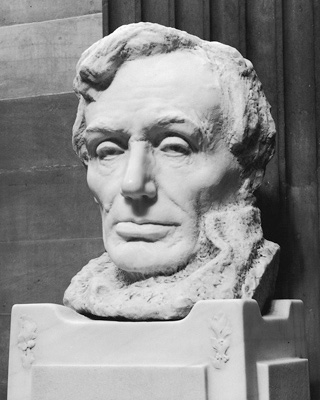
링컨 흉상, 1909년
거츤 보글럼 작
1959년 발행 조각의 모델로 사용.

- 1센트 녹색 링컨 발행물은 1959년 2월 12일, 링컨의 탄생지 근처인 켄터키주 호지빌에서 1809년 링컨 탄생 150주년을 기념하여 대중에게 처음 공개되었다. 조각은 조지 힐리의 그림을 본뜬 것이다. 연방인쇄국의 로버트 L. 밀러가 전체 우표 디자인을 모델링했다. 1센트 링컨 우표는 링컨이 대통령으로 당선된 직후인 1860년 스프링필드에서 힐리가 실물로 그린 유명한 "수염 없는 링컨" 초상화를 특징으로 한다.[7]
- 4센트 링컨-더글러스 논쟁 우표는 1958년 8월 27일 일리노이주 프리포트에서 처음 발행되었다. 이 발행물은 시리즈의 첫 번째이며, 링컨-더글러스 논쟁 100주년을 기념하여 처음 공개되었다. 조각된 이미지는 조셉 보그스 빌의 그림을 본뜬 것으로, 링컨이 야외 군중에게 연설하고 더글러스가 뒤에 서 있는 모습을 묘사한다. 연방인쇄국의 예술가 윌리엄 K. 슈라지는 뉴욕의 어빈 메츨이 작업한 것을 바탕으로 우표 디자인을 만들었다.
- 미국 우정청은 1959년 5월 30일 워싱턴 D.C.에서 청색 4센트 링컨 우표를 발행했다. 이 발행물은 워싱턴 D.C.의 링컨 기념관에 있는 대니얼 체스터 프렌치가 조각한 유명한 동상의 일부를 특징으로 한다.
- 1959년 2월 27일 뉴욕 뉴욕에서 우정청은 3센트 링컨 탄생 150주년 기념우표를 발행했는데, 이는 4개 시리즈 중 세 번째였다. 이 우표는 거츤 보글럼이 조각한 링컨 흉상을 특징으로 한다. 1906년 대리석으로 제작되었으며, 현재 워싱턴 D.C.의 국회의사당 원형 홀에 서 있다.
- 우정청은 1984년 4월 16일 미국 국립문서기록관리청 창립 50주년을 기념하는 우표를 발행했으며, 디자인에 링컨과 조지 워싱턴의 실루엣이 포함되었다.[29]
- 1984년 10월 16일, 우정청은 "독서하는 국민(A Nation of Readers)"을 주제로 하는 20센트 기념우표를 발행했다. 초판 기념식은 워싱턴 D.C. 미국 의회도서관 쿨리지 강당에서 열렸다. 이 발행물은 코네티컷주 리버사이드의 브래드버리 톰슨이 디자인했으며, 매튜 브래디가 촬영한 에이브러햄 링컨이 아들 토머스 링컨에게 책을 읽어주는 사진을 바탕으로 했다.
- 우정청은 1995년 6월 29일 펜실베이니아주 게티즈버그에서 20장짜리 32센트 남북 전쟁 우표 시트를 발행했다. 뉴욕주 카토나의 마크 헤스가 디자인한 이 우표는 클래식 컬렉션의 두 번째 발행물이다. 이 발행물은 배경에 재건 중인 국회의사당이 있는 링컨을 묘사한다. 이 발행물 뒷면에는 링컨에 대한 설명이 있다. 이 컬렉션의 일부로, 마크 헤스가 디자인한 20장짜리 32센트 우표 시트도 발행되었는데, 제퍼슨 데이비스 남부 연합 대통령을 묘사한다. 이 발행물 뒷면에는 데이비스에 대한 설명이 있다. 이것은 데이비스를 묘사한 유일한 미국 우표이다. (데이비스는 남부 연합 우표에 등장했다.)
- 링컨은 1986년 5월 22일 우정청에서 발행된 36개의 기념우표 시리즈인 AMERIPEX 대통령 시리즈에도 등장한다.

- 2009년 2월 9일, 일리노이주 스프링필드에서 에이브러햄 링컨 탄생 200주년을 기념하여 우정청은 링컨의 생애의 다른 시기를 묘사한 4개의 기념 발행물 세트를 처음 발행했다. 링컨의 초상화와 우표 아트는 온타리오주 워터다운의 예술가 마크 서머스가 만들었다. 우표에 묘사된 배경은 링컨-더글러스 논쟁과 같은 유명한 주제에서 가져왔다.[52]

## 앤드루 존슨

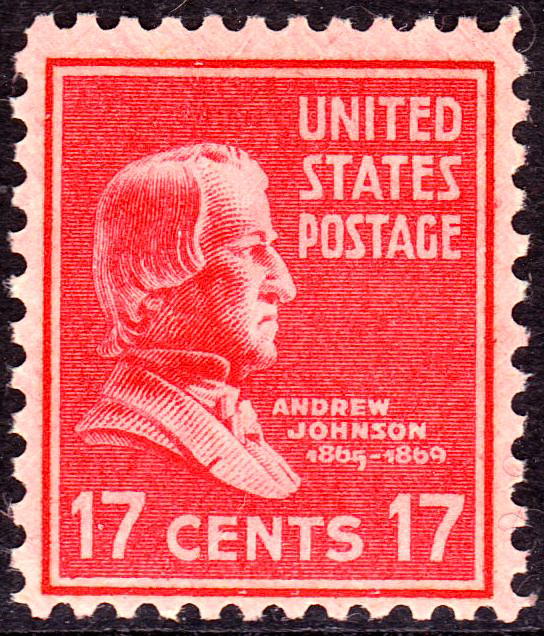

앤드루 존슨 (1808년 12월 29일 ~ 1875년 7월 31일)은 1865년부터 1869년까지 재임한 17대 미국 대통령이었다. 연방주의자로서, 그는 분리 독립 시에도 직위를 포기하지 않은 유일한 남부 상원의원이었다. 존슨은 1865년 3월 에이브러햄 링컨 대통령 휘하에서 16대 부통령이 되기 전까지 남북 전쟁 중 가장 저명한 전시 민주당원이자 남부 연방주의자였다. 1865년 4월 15일 링컨 암살 이후 대통령직을 승계한 존슨은 전후 재건 시대의 첫 4년을 주재했다.
- 대통령 발행물 중 17센트 로즈 레드 우표는 1938년 10월 27일에 발행되었으며, 앤드루 존슨이 우표에 처음 등장한 것을 알렸다. 존슨의 옆모습 조각은 워싱턴 D.C. 상원 갤러리에 전시된 흉상을 본뜬 것이었다.
- 존슨은 1986년 5월 22일에 발행된 AMERIPEX 대통령 시리즈에도 한 번 등장한다. 이는 현재까지 그를 기리는 유일한 기념우표이다.

## 율리시스 S. 그랜트

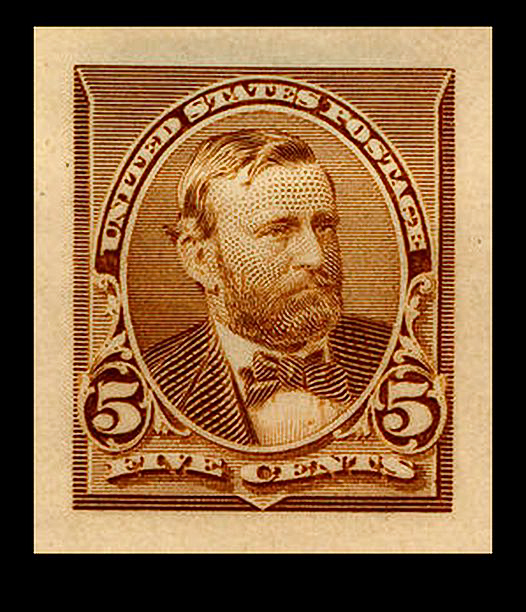

율리시스 S. 그랜트 (1822년 4월 27일 ~ 1885년 7월 23일)는 1869년부터 1877년까지 재임한 18대 미국 대통령이었다. 남북 전쟁의 국가적 영웅인 그랜트는 1868년에 대통령으로 선출되었는데, 당시까지 선출된 대통령 중 가장 젊었다. 그는 1872년에 재선되었다. 그랜트는 1843년 미국 육군사관학교를 졸업한 후 평생 군인 경력을 시작했다. 멕시코-미국 전쟁에서 싸우면서 그는 재커리 테일러와 윈필드 스콧 장군의 기술을 면밀히 관찰했다. 존슨 대통령 임기 동안 그랜트는 국방부 장관으로 임명되었다.
율리시스 S. 그랜트는 1885년에 사망했으며, 아메리칸 뱅크 노트 컴퍼니가 그의 초상화를 담은 우표를 처음 인쇄한 1890년에 약 5년 후 미국 우표에 처음 등장했다.
| 조각은 윌리엄 커츠의 사진을 본뜬 것이었다 |  |  |
|                                           |  |  |

- 1890년 6월 2일, 우정청은 그랜트를 기리는 갈색 5센트 우표를 발행했다. 이는 전 대통령이자 남북 전쟁 장군을 묘사한 최초의 미국 우표였다. 이 발행물은 1865년 6월 2일 텍사스주 갤버스턴에서 에드먼드 커비 스미스 장군이 마지막 주요 남부 연합군을 항복시킨 지 정확히 25년 후에 공개되었다. 이 발행물은 아메리칸 뱅크 노트 컴퍼니에서 인쇄되었다.[53]

|  |  |  |

- 1903년 2월 10일, 그랜트 4센트 갈색 우표가 발행되었다. 디자인은 R. 오스트랜더 스미스가 담당했으며, 커츠의 틴타입을 바탕으로 했다. 우표는 조지 F.C. 스밀리가 조각했다.
- 1923년 5월 1일, 우정청은 율리시스 S. 그랜트를 기리는 8센트 보통우표를 발행했다. 클레어 오브리 휴스턴이 우표 이미지를 디자인했다. 남북 전쟁 사진작가 매튜 브래디가 촬영한 그랜트의 사진이 휴스턴의 비네트 모델로 사용되었다. 비네트 판은 루이스 스코필드가 조각했다.
- 율리시스 S. 그랜트의 조각된 이미지는 1938년 대통령 시리즈의 18센트 액면가에 나타난다. 그랜트의 모습은 미국 국회의사당 원형 홀에 있는 프랭클린 시몬스의 동상에서 영감을 받았다.[9]

### 기념우표의 그랜트
그랜트는 기념우표에 세 번 등장했다.

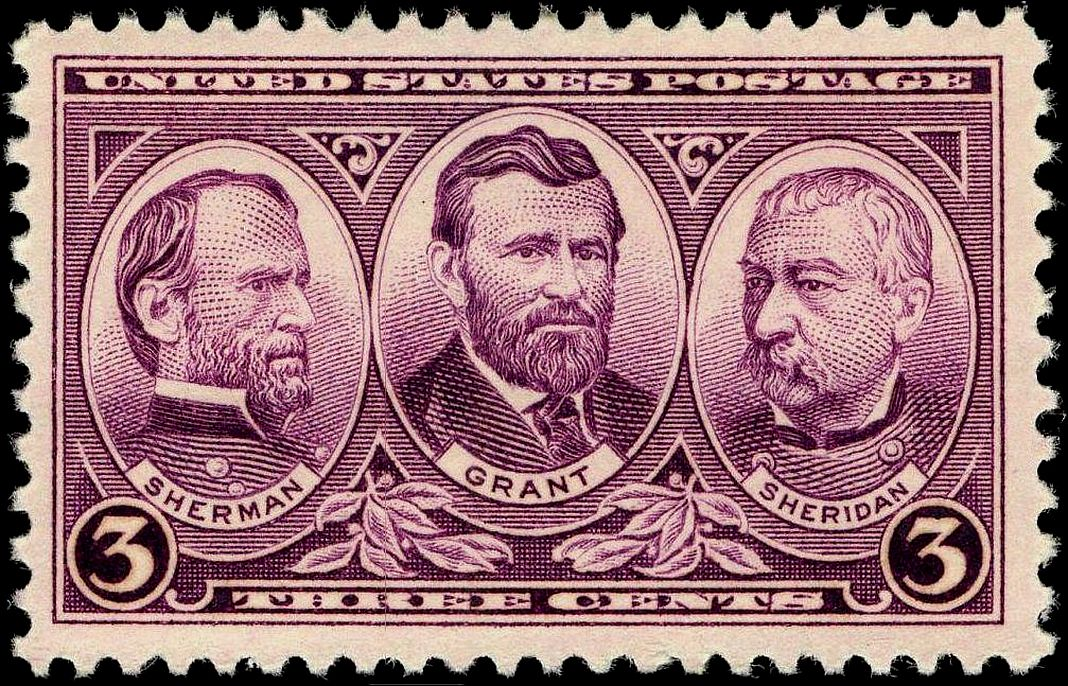

- 그랜트(윌리엄 T. 셔먼과 필립 H. 셰리든과 함께)는 1937년 육군 발행 기념우표 시리즈의 5개 우표 중 하나인 3센트 우표에 등장한다.
- 그랜트는 1986년 5월 22일 우정청에서 발행된 36개의 기념우표 시리즈인 AMERIPEX 대통령 시리즈에도 한 번 등장한다.
- 그랜트를 기리는 다음 기념우표는 1995년 32센트 발행물이었다.[1][24] 카토나의 마크 헤스가 디자인했으며, 그랜트의 이미지는 1864년 6월 버지니아주 시티 포인트에서 매튜 브래디가 촬영한 사진에서 가져왔다.[54] 우표 디자인에 사용된 채색 사진은 그랜트가 병영에서 기둥에 기대어 연합군 장군 제복을 입고 있는 모습을 묘사한다.[55]

## 러더퍼드 B. 헤이스

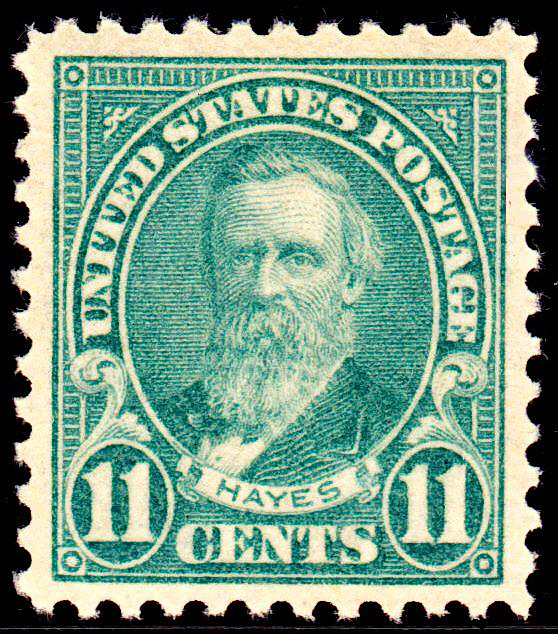

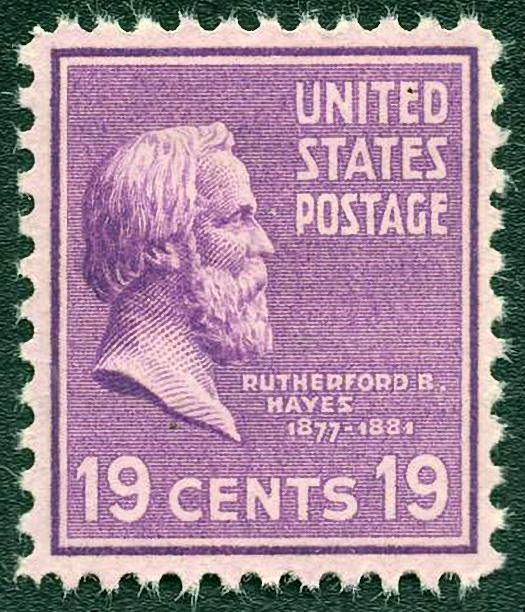

러더퍼드 B. 헤이스 (1822년 10월 4일 ~ 1893년 1월 17일)는 1877년부터 1881년까지 재임한 19대 미국 대통령이었다. 대통령이 되기 전 그는 두 차례 오하이오 주지사를 역임했다. 남북 전쟁에서 준장으로 복무하며 웨스트버지니아 육군 카노와 사단 제1여단을 지휘했고 여러 차례 남부 연합군의 진격을 저지했다. 군 복무 중 다섯 차례 부상을 입었다.
- 헤이스 탄생 100주년인 1922년 10월 4일, 워싱턴 D.C.와 헤이스의 고향인 오하이오주 프리몬트에서 11센트 우표가 발행되었으며, 이는 1922년–1931년 미국 보통 발행물 중 첫 발행물이었다. 이 우표는 클레어 오브리 휴스턴이 디자인했다. 헤이스의 조각은 남북 전쟁 사진작가 매튜 브래디가 촬영한 사진을 본뜬 것이다. 존 아이슬러가 비네트 판을 조각했다.[9]
- 헤이스의 모습은 1938년 대통령 시리즈의 19센트 액면가에 나타난다. 헤이스의 이미지는 필라델피아 미국 조폐국의 조지 T. 모건이 디자인한 메달에서 유래했다.[9] 이 발행물은 1938년 11월 10일에 1938년 20센트 대통령 발행물과 함께 대중에게 처음 공개되었다.
- 헤이스를 기리는 기념우표는 1986년 AMERIPEX 대통령 발행물에서 발행된 단 한 장뿐이다.[1]

## 제임스 가필드
제임스 가필드 (1831년 11월 19일 – 1881년 9월 19일)는 1881년 3월부터 9월까지 재임한 20대 미국 대통령이었다. 암살범의 총알은 그의 생명과 대통령 임기를 단 200일 만에 끝냈다. 그는 뛰어난 군사 경력을 가지고 있었다. 가필드는 미국 육군 소장으로, 미국 하원 의원으로, 그리고 매우 논란이 많았던 1876년 선거 위원회의 위원으로 복무했다. 그는 암살된 두 번째 미국 대통령이었다. 가필드는 대통령으로 선출된 하원 의원 중 유일한 현직 의원이었다.
가필드를 기리는 최초의 발행물은 1882년에 아메리칸 뱅크 노트 컴퍼니가 인쇄하여 공개되었다. 5센트 가필드 우표는 사망 후 1년 이내에 암살된 대통령을 기리는 두 번째 미국 우표였으며, 많은 사람들에게 '애도 우표'로 여겨진다. 사망 후 1년이 지나서야 발행된 최초의 링컨 발행물과는 달리, 5센트 가필드 우표는 1881년 그의 사망 후 단 7개월 만에 발행되었다. 1882년 발행물은 아메리칸 뱅크 노트 컴퍼니가 연방 정부를 위해 우표를 생산하기 시작한 이래로 완성된 조각으로 제작된 첫 발행물이었다. 이 시기 이전에는 A.B.N.C.가 주로 내셔널 뱅크 노트 컴퍼니의 디자인을 사용하여 틀과 초상화에 약간의 변경을 가한 기존 판을 사용했다. 1881-1882년의 재조각 발행물은 그 예시이다.
|  |  |  |

1894년 이후 발행된 가필드 관련 우표는 연방인쇄국에서 인쇄되었다.
|  |  |  |

1890년의 아메리칸 뱅크 노트 발행물은 1894년에 이어진 연방인쇄국 발행물과 거의 동일하며, 액자 디자인에 미세한 차이가 있다.
- 아메리칸 뱅크 노트 컴퍼니
- 연방인쇄국 발행물

|  |  |  |

- 1902-03년 보통 발행물 우표는 R. 오스트랜더 스미스가 사진을 바탕으로 디자인했으며, 조지 F. C. 스밀리가 조각했다. 이 우표는 이중선 워터마크 종이에 인쇄되었다.[7][9]
- 6센트 보통 발행물 가필드 우표는 가필드가 미국 우표에 여섯 번째로 등장한 것을 알렸다. 원래 가필드의 생일인 11월 19일(일요일)에 발행될 예정이었으나 우체국이 문을 닫았기 때문에, 대신 20일 워싱턴 D.C.에서 발행되었다. 당시 가필드의 고향인 오하이오주 오렌지에는 우체국이 없었다.[7][9]
- 1938년 대통령 발행물에 나타난 가필드의 이미지는 미국 조폐국이 만든 메달에서 영감을 받았다. 이 발행물은 1938년 11월 10일에 대중에게 공개되었다.[7][9]
- 2011년 현재 가필드를 기리는 기념우표는 1986년 AMERIPEX 대통령 발행물에 발행된 단 한 장뿐이다.[1]

## 체스터 A. 아서

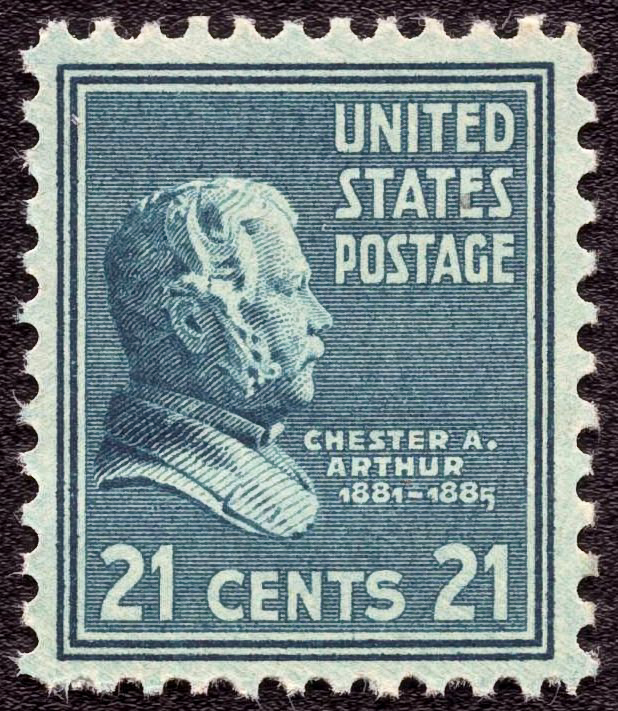

체스터 A. 아서 (1829년 10월 5일 ~ 1886년 11월 18일)는 1881년부터 1885년까지 재임한 21대 미국 대통령이었다. 공화당원인 아서는 변호사로 일하다가 제임스 가필드 휘하에서 20대 부통령이 되었다. 1881년 7월 2일, 가필드 대통령은 찰스 기토에 의해 총격을 입었으나, 그 해 9월 19일에 사망했다. 이때 아서는 대통령으로 취임하여 1885년 3월 4일까지 재임했다.
- 체스터 A. 아서의 조각은 1938년 1938년 대통령 시리즈의 21센트 액면가에 나타나며, 1938년 11월 22일에 처음 발행되었다. 이 모습은 1891년 오거스터스 세인트고든스가 만든 아서의 대리석 흉상을 본뜬 것으로, 현재 미국 상원 갤러리에 전시되어 있다.[9][60]
- 아서를 기리는 기념우표는 1986년 1986년 AMERIPEX 대통령 발행물 시리즈 중 한 장뿐이다.[1]

## 그로버 클리블랜드

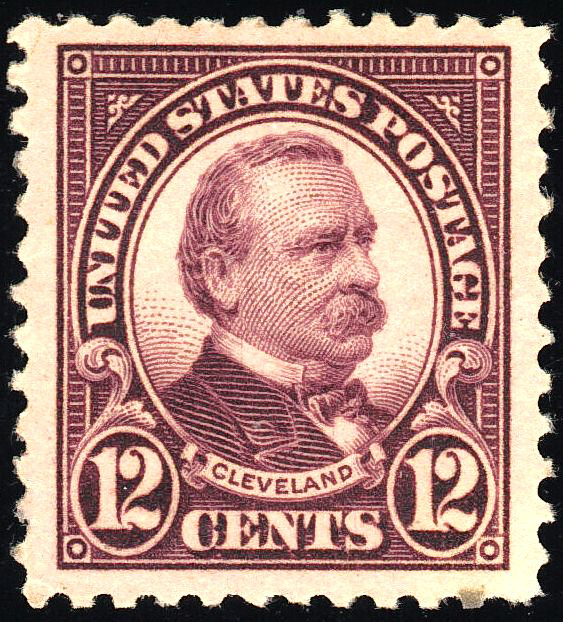

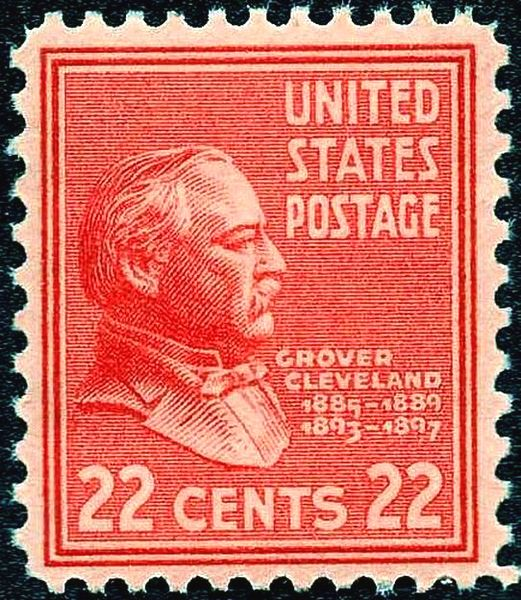

그로버 클리블랜드 (1837년 3월 18일 ~ 1908년 6월 24일)는 22대이자 24대 미국 대통령이었다. 클리블랜드는 두 번의 비연속 임기(1885–1889년과 1893–1897년)를 수행한 유일한 사망한 대통령이며, 따라서 우표 기준으로 대통령 번호에 두 번 포함되는 유일한 인물이다.
- 1923년 3월 20일, 우정청은 12센트 클리블랜드 발행물을 워싱턴 D.C.와 클리블랜드의 고향인 뉴저지주 콜드웰에서 처음 발행했다. 클레어 오브리 휴스턴이 우표를 디자인했고 존 아이슬러가 클리블랜드의 초상화를 조각했다. 연방인쇄국은 이 조각의 모델을 "미상"으로 기록하고 있다. 12센트 클리블랜드는 1931년에 재인쇄 및 재발행되었다.
- 클리블랜드는 1938년 11월 22일, 이 시리즈의 21센트 아서 우표와 같은 날 발행된 22센트 대통령 발행물 우표에 등장했다. 클리블랜드 초상화의 조각은 미국 조폐국의 찰스 바버가 주조한 메달을 본뜬 것이다.[9]
- 22센트 클리블랜드 우표는 1986년 5월 22일 일리노이주 로즈몬트에서 열린 국제 우표 박람회인 AMERIPEX '86 기간 동안 처음 발행된 미국 대통령들을 기리는 우표 시리즈의 일부로 발행되었다. 메릴랜드주 볼티모어의 예술가 제리 대즈가 36개의 우표가 담긴 네 개의 시트를 디자인했다. 대즈는 또한 목판화 스타일로 디자인을 실행했다.

## 벤저민 해리슨

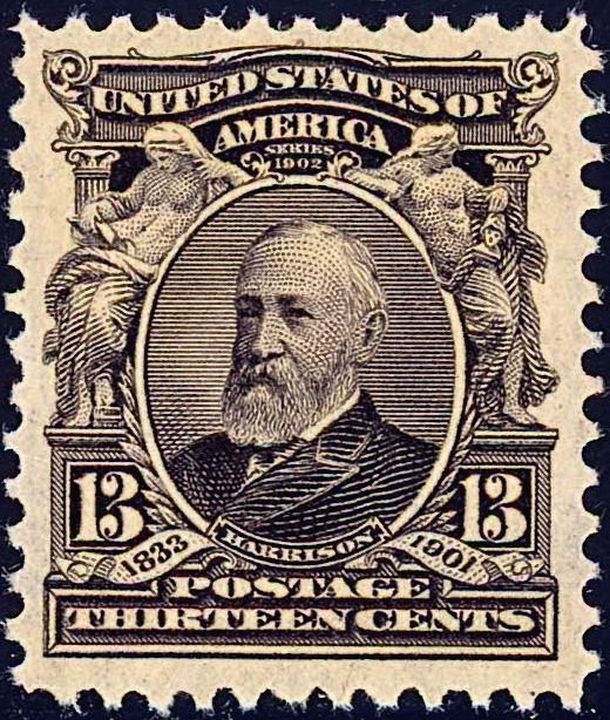

벤저민 해리슨 (1833년 8월 20일 ~ 1901년 3월 13일)은 1889년부터 1893년까지 한 번의 임기를 수행한 23대 미국 대통령이었다. 해리슨은 오하이오주 노스 벤드에서 태어났으며, 21세에 인디애나폴리스로 이주하여 인디애나 주 정치에 참여했다. 남북 전쟁 동안 해리슨은 컴벌랜드 육군에서 준장으로 복무했다.
해리슨과 그의 우정청장 존 워너메이커 휘하에서, 미국 최초의 기념우표가 발행되었고, 1893년 일리노이주 시카고에서 열린 세계 컬럼비아 박람회에서 처음 발행되었다. 워너메이커는 원래 미국 최초의 기념우표 발행 아이디어를 해리슨, 의회, 그리고 우정청에 제안했다. 당시 의회의 일반적인 의견과는 달리 워너메이커는 기념우표가 국가에 필요한 수입을 창출할 것이라고 예측했다. 그 후 얼마 지나지 않아, 미국 최초의 기념우표가 세계 컬럼비아 박람회와 함께 발행되었는데, 둘 다 콜럼버스의 아메리카 발견 400주년을 기념하는 것이었다. 새로운 기념우표 발행에 대한 자신의 확신을 보여주기 위해 워너메이커는 자신의 돈으로 10,000달러 상당의 우표를 구매했다. 해리슨도 세계 컬럼비아 박람회와 시상식에 참석하여 연설을 했다 그는 "미국 정부와 국민의 이름으로, 나는 지구상의 모든 나라들이 인류 역사상 탁월하고 인류에게 영원한 관심사인 사건의 기념에 참여하도록 초대합니다"라고 말했다. 박람회는 몇 달 동안 지속되었고, 끝났을 때 기념 우표 판매만으로 4천만 달러 이상이 창출되었다. 그 이후로 미국 우정청은 기념우표를 정기적으로 발행하게 되었다. 해리슨은 4개의 보통 발행물과 2개의 기념 발행물에 등장한다.
|  |  |  |

- 1902년 13센트 우표는 벤저민 해리슨을 기리는 최초의 발행물로, 그의 사망 2년도 채 되지 않은 1902년 11월 18일에 발행되었다. 이는 우정청에서 발행한 최초의 13센트 우표였으며,[1] 1902-03년 시리즈에서 대중에게 공개된 14개의 우표 중 첫 번째였다. 이 우표는 R. O. 스미스가 해리슨 부인이 제공한 사진을 바탕으로 디자인했다. 이미지는 마커스 W. 볼드윈이 조각했다.
- 1926년 해리슨 발행물은 클레어 오브리 휴스턴이 조각했으며, 1902년 우표의 모델로 사용된 동일한 해리슨 사진을 바탕으로 이미지 디자인을 만들었다.
- 1938년 24센트 해리슨 발행물의 이미지는 존 헤론 미술관에 전시된 아돌프 A. 와인만의 흉상에서 영감을 받았다.
- 1959년 12센트 해리슨 발행물의 이미지는 찰스 파커가 촬영한 사진에서 가져왔다.[9]
- 22센트 해리슨 기념우표는 1986년 5월 22일 일리노이주 로즈몬트에서 열린 국제 우표 박람회인 AMERIPEX '86 기간 동안 처음 발행된 미국 대통령들을 기리는 우표 시리즈의 일부로 발행되었다. 메릴랜드주 볼티모어의 예술가 제리 대즈가 36개의 우표가 담긴 네 개의 시트를 디자인했다. 대즈는 또한 목판화 스타일로 디자인을 실행했다.
- 2003년, 우정청은 2003년 4월 3일 뉴욕 메가 스탬프 쇼에서 37센트 올드 글로리 기념우표를 발행했다. 이 우표는 리처드 쉬프가 디자인했다. 이 우표는 1888년 대통령 선거 운동 배지를 묘사하며, 중앙에 벤저민 해리슨의 사진이 있다.[63][64]

## 윌리엄 매킨리
윌리엄 매킨리 주니어 (1843년 1월 29일 ~ 1901년 9월 14일)는 1897년부터 1901년까지 재임한 25대 미국 대통령이었으며, 남북 전쟁 참전 용사 중 마지막으로 대통령에 당선되었다. 그는 19세기에 재임한 마지막 미국 대통령이자 20세기에 재임한 첫 대통령이었다. 그는 성인 생활의 대부분을 정치에 바쳤으며, 6선 의원이었고, 윌리엄 제닝스 브라이언을 물리치고 대통령 (1897–1901)이 되기 전에는 오하이오 주지사를 역임하기도 했다. 매킨리는 1901년 버팔로에서 열린 범미국 박람회에 참석하던 중 두 번째 임기 초기에 암살당했다.
|  |  |  |

- 매킨리는 기념 발행물인 1904년 루이지애나 매입 시리즈에 처음으로 미국 우표에 등장했다. 매킨리는 박람회에 연방 승인을 부여하는 법안에 서명했으며, 만약 살아있었다면 박람회를 주재했을 대통령이었기 때문에 루이지애나 매입 발행물에 묘사되었다. 이 발행물은 또한 암살된 지도자에 대한 경의와 추모의 의미를 담고 있었는데, 그의 사망 후 3년도 채 되지 않아 발행되었으며, 그가 1900년에 당선되었던 두 번째 임기의 끝이 다가오던 시기였다.[1]
- 윌리엄 매킨리는 1923년, 1926년, 1927년의 세 가지 1922년–1931년 보통 발행물에 디자인, 색상, 액면가가 동일하게 등장하며, 1938년 대통령 발행물에도 등장한다.[1]
- 1938년 대통령 발행물은 25센트 발행물에 매킨리를 특징으로 한다. 1938년 발행되었다.
- 22센트 매킨리 기념우표는 1986년 5월 22일 일리노이주 로즈몬트에서 열린 국제 우표 박람회 AMERIPEX '86 기간 동안 처음 발행된 미국 대통령들을 기리는 우표 시리즈의 일부로 발행되었다. 메릴랜드주 볼티모어의 예술가 제리 대즈가 36개의 우표가 담긴 네 개의 시트를 디자인했다. 대즈는 또한 목판화 스타일로 디자인을 실행했다. 이 우표는 이 대통령을 기리는 두 기념우표 중 하나이다.

## 시어도어 루스벨트
시어도어 루스벨트 (1858년 10월 27일 ~ 1919년 1월 6일)는 1901년부터 1909년까지 재임한 26대 미국 대통령이었다. 1901년 9월, 윌리엄 매킨리 대통령이 암살당하자, 루스벨트는 42세의 나이로 대통령이 되었는데, 당시까지 역사상 가장 어린 나이로 취임한 미국 대통령이었다. 루스벨트는 미국-스페인 전쟁과 산후안 언덕 전투의 영웅으로, 이로 인해 명예훈장을 받았고 전설적인 러프 라이더스의 사령관이었다. 그는 러일 전쟁의 종전을 협상하여 나중에 노벨 평화상을 수상했다. 루스벨트는 노벨 평화상을 받은 최초의 미국인이었다.
|  |  |  |

- 클레어 오브리 휴스턴은 1922년과 1925년의 5센트 청색 발행물(천공 제외 동일)을 디자인했다. 루스벨트 이미지는 존 아이슬러가 조각했으며, 1907년 워싱턴 D.C.의 해리스 & 이윙(Harris & Ewing) 사가 촬영한 루스벨트 사진을 본뜬 것이었다.
- 1938년 대통령 발행물은 30센트 우표에 루스벨트를 특징으로 했다. 대통령 조각은 워싱턴 D.C. 미국 국회의사당 상원 갤러리에 전시된 흉상을 본뜬 것이었다.
- 1955년에 발행된 6센트 우표는 연방인쇄국의 빅터 S. 맥클로스키 주니어와 찰스 R. 치커링이 디자인했다.[7]
- 루스벨트는 파나마 운하 건설을 감독했으며, 그 결과 그는 나중에 두 개의 운하 지대 우표에 등장했는데, 이 우표들은 연방인쇄국에서 인쇄되었고 운하 지대의 미국 정부 행정 사무소에서 국내 우편물 및 발송 우편물용으로 발행되었다. 26대 대통령을 묘사한 첫 운하 지대 우표는 1949년에 발행되었다.

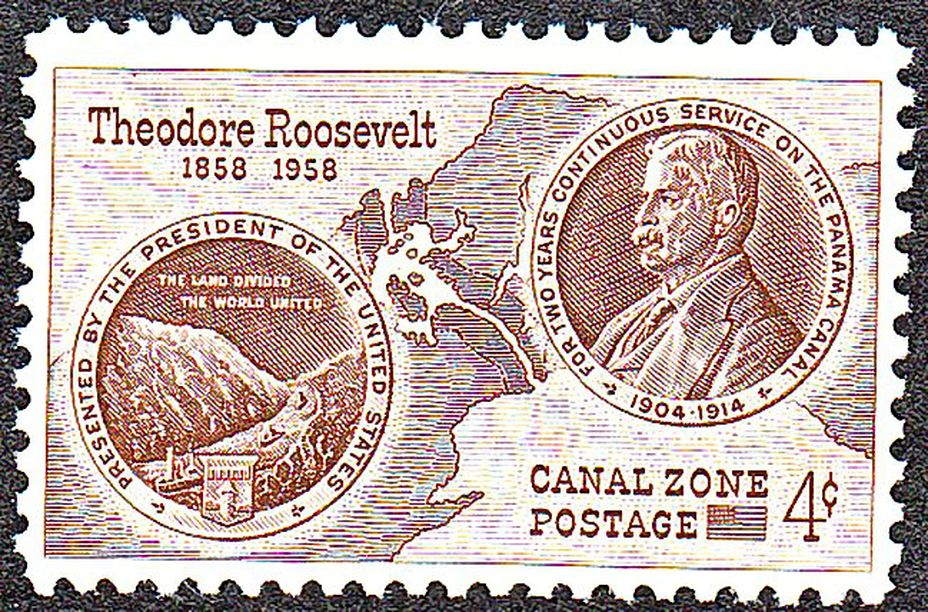

- 루스벨트를 기리는 운하 지대 우표는 그의 탄생 100주년인 1958년 11월에 발행되었다. 시어도어 루스벨트는 운하 지대 우표에 기려진 유일한 미국 대통령이다.[66]
- 22센트 루스벨트 기념우표는 1986년 5월 22일 일리노이주 로즈몬트에서 열린 국제 우표 박람회 AMERIPEX '86 기간 동안 처음 발행된 미국 대통령들을 기리는 우표 시리즈의 일부로 발행되었다. 메릴랜드주 볼티모어의 예술가 제리 대즈가 36개의 우표가 담긴 네 개의 시트를 디자인했다. 대즈는 또한 목판화 스타일로 디자인을 실행했다.
- 1998년 2월 2일, 미국 우정청은 32센트 시어도어 루스벨트 우표를 Celebrate the Century 시리즈의 일부로 발행했다.

## 윌리엄 하워드 태프트

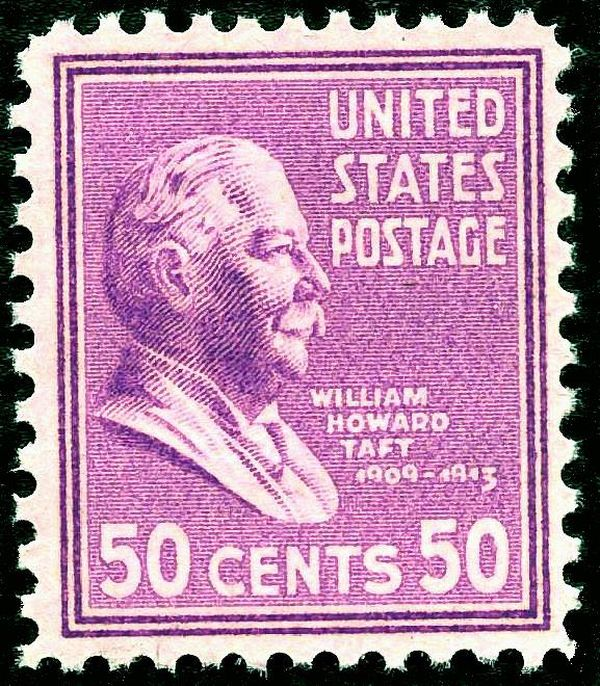

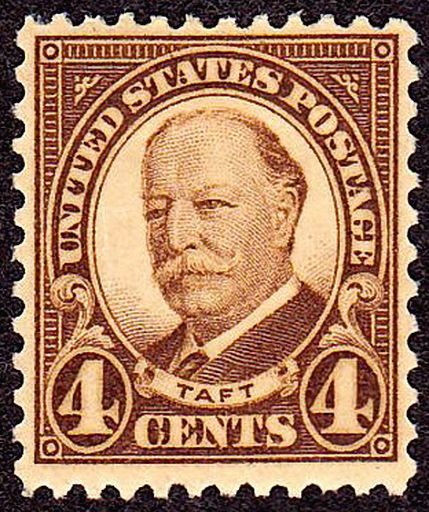

윌리엄 하워드 태프트 (1857년 9월 15일 ~ 1930년 3월 8일)는 1909년부터 1913년까지 재임한 27대 미국 대통령이었고, 나중에 1921년부터 1930년까지 10대 미국의 연방 대법원장을 역임했다. 태프트는 두 직책 모두를 역임한 유일한 인물이다. 1857년 오하이오주 신시내티에서 강력한 태프트 가문에서 태어난 태프트는 1878년 예일 대학교를 파이 베타 카파로 졸업하고 1880년 신시내티 로스쿨을 졸업했다.
- 4센트 태프트 우표는 태프트 사망 3개월도 채 되지 않은 1930년 6월 4일, 태프트의 고향인 오하이오주 신시내티에서 발행되었다. 이 태프트 발행물은 클레어 오브리 휴스턴이 디자인한 1925–1932년 보통 발행물과 동일한 디자인을 기반으로 한다. 태프트의 조각은 해리스 & 이윙(Harris & Ewing)이 촬영한 사진을 본뜬 것이다.[9][67]
- 1932년 대통령 발행물의 50센트 태프트는 1938년 12월 8일에 발행되었다. 태프트의 조각된 옆모습은 우표를 위해 특별히 조각된 흉상을 본뜬 것이다.
- 태프트는 1986년 AMERIPEX 대통령 발행물에 기려졌다.

## 우드로 윌슨

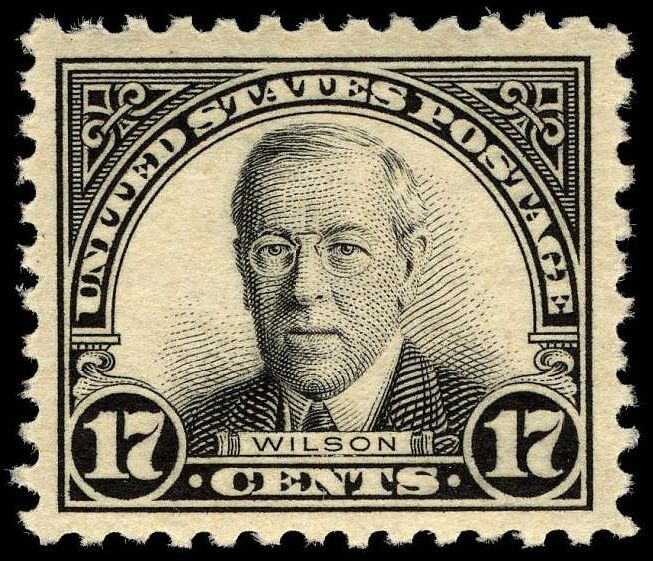

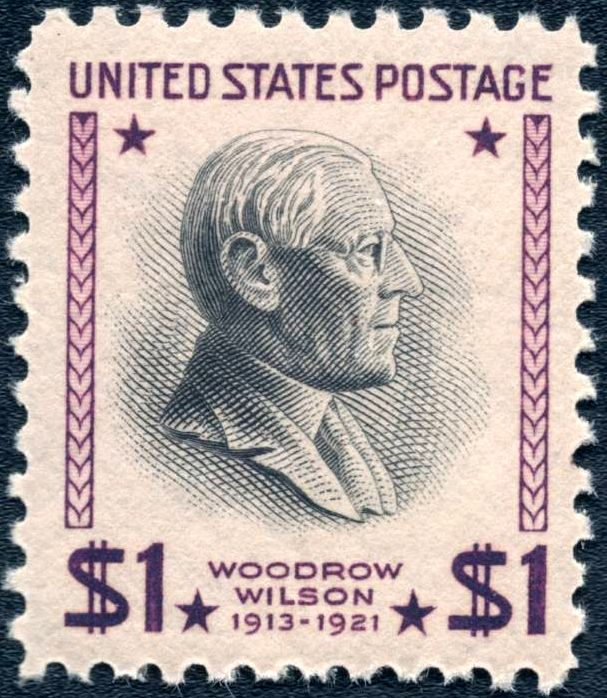

토머스 우드로 윌슨 (1856년 12월 28일 ~ 1924년 2월 3일)은 1913년부터 1921년까지 재임한 28대 미국 대통령이었다. 처음에는 "그가 우리를 전쟁에서 벗어나게 했다"는 슬로건으로 알려졌던 윌슨은 공해상에서 미국 선박을 공격하던 독일에 대한 전쟁 선포를 의회에 요청하라는 압력을 마침내 받았다.
- 우드로 윌슨 사망 1년도 채 되지 않아, 우정청은 1925년 12월 28일 그의 명예를 기리는 흑색 17센트 우표를 발행했다. 적시에 발행된 이 1925년 발행물은 윌슨을 추모하는 의미로 볼 수 있다. 윌슨 대통령의 미망인이 디자이너 클레어 오브리 휴스턴이 전체 우표 디자인에 사용하고 연방인쇄국의 존 아이슬러가 윌슨 조각의 모델로 사용한 사진을 제공했다.
- 1938년 8월 29일, 우정청은 대통령 발행물의 일부로 1달러 윌슨 우표를 발행했다. 윌슨의 조각된 이미지는 미국 조폐국의 조지 T. 모건이 디자인한 메달을 본뜬 것이다.[9]
- 윌슨은 1986년에 발행된 AMERIPEX 대통령 시리즈에 기려졌다.
- 1998년 2월 2일, 우정청은 Celebrate the Century 시리즈의 일부로 우드로 윌슨 우표를 포함했다.

## 워런 G. 하딩

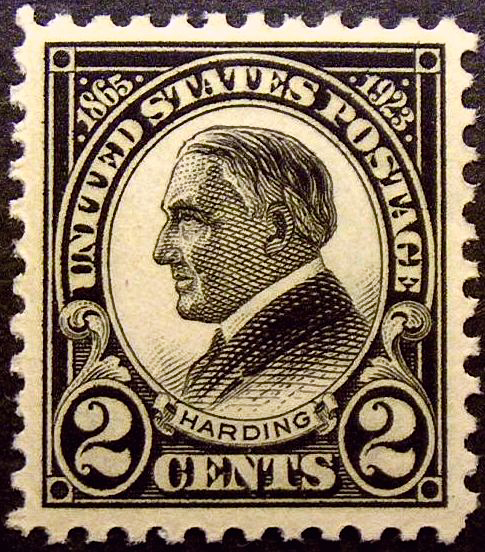
워런 G. 하딩 1923년 기념 발행물

사망 한 달 후 1923년 9월 1일 하딩의 고향 매리언에서 발행
워런 G. 하딩 (1865년 11월 2일 ~ 1923년 8월 2일)은 1921년부터 1923년 심장마비로 갑작스럽게 사망할 때까지 재임한 29대 미국 대통령이었다. 오하이오 출신의 공화당원인 하딩은 한때 매리언 데일리 스타의 영향력 있는 신문 발행인이었다. 그는 오하이오 상원에서 (1899–1903) 복무했고, 나중에 28대 오하이오 부지사 (1903–1905)와 미국 상원의원 (1915–1921)을 역임했다.
|  |  |  |

- 하딩의 예상치 못한 죽음으로 1923년 2센트 검은색 우표가 발행되었는데, 비공식적으로 하딩 기념 발행물이라고 불린다. 클레어 오브리 휴스턴이 하루 만에 디자인했다. 하딩의 조각은 예술가 F. 폴링의 에칭을 본뜬 것이었다.[9] 놀랍게도 연방인쇄국은 3개월 만에 15억 장 이상의 우표를 인쇄할 수 있었다.[68]
- 2년 후인 1925년 5월 19일, 우정청은 1923년 기념 발행물의 판을 사용하여 비슷한 하딩 우표를 발행했는데, 이번에는 갈색이었고 액면가는 1½센트였다. 이 우표는 1922년부터 1931년 사이에 발행된 27개의 보통우표 중 하나였다.[2] 이 두 하딩 우표는 또한 천공되지 않은 형태로도 발행되었다.[2]
- 1930년에 우정청은 새로운 하딩 1½센트 우표를 발행했는데, 이전의 옆모습 대신 정면 초상화를 특징으로 했다.[2]
- 하딩의 이미지는 1938년 대통령 시리즈의 2달러 발행물에도 나타난다. 하딩의 모습을 새긴 이미지는 미국 조폐국의 조지 모건이 주조한 메달을 본뜬 것이다.[7]
- 하딩은 1986년 AMERIPEX 기념우표 발행물에서도 기념되었는데, 린든 B. 존슨 대통령을 포함한 다른 모든 미국 대통령들과 함께였다.

## 캘빈 쿨리지

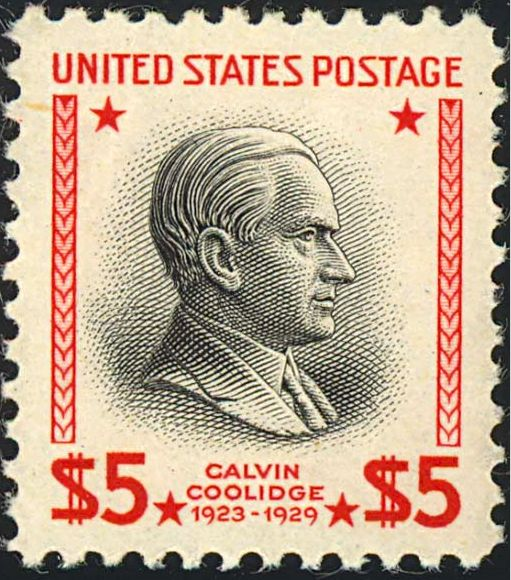

캘빈 쿨리지 주니어 (1872년 7월 4일 ~ 1933년 1월 5일)는 버몬트주 플리머스 출신으로, 1923년부터 1929년까지 재임한 30대 미국 대통령이었다. 쿨리지는 워런 G. 하딩의 사망으로 대통령이 되었다. 1924년 2월 22일, 그는 라디오로 정치 연설을 한 최초의 미국 대통령이 되었고, 그의 1925년 취임식은 라디오로 방송된 최초의 취임식이었다. 그는 사생활에서 말이 적은 것으로 유명했지만, 연설에서는 뛰어난 웅변가로 알려져 "말 없는 캘(Silent Cal)"이라는 별명으로 불렸다.
- 1938년 11월 17일, 우정청은 쿨리지를 특징으로 하는 대통령 발행물 5달러 액면가를 발행했다.[1] 이 조각의 모델은 미국 조폐국의 존 R. 시넉이 주조한 메달에서 가져왔다. 대통령 발행물 중 이 우표는 커버에서 가장 찾기 어렵다.[7]
- 쿨리지는 1986년 AMERIPEX 기념 발행물에서 린든 존슨 대통령을 포함한 다른 모든 대통령들과 함께 기념되었다.

쿨리지까지 모든 대통령(먼로와 매킨리 두 예외 제외)은 보통우표 시리즈에 처음 등장한 후에야 기념우표로 기려졌다. 그러나 이후 대통령들은 그 반대이다. 즉, 모두 기념우표에 처음 등장했다. 이후 모든 대통령의 경우, 기념우표는 사망 후 1년 4일 이내에 발행되었다.

## 허버트 후버

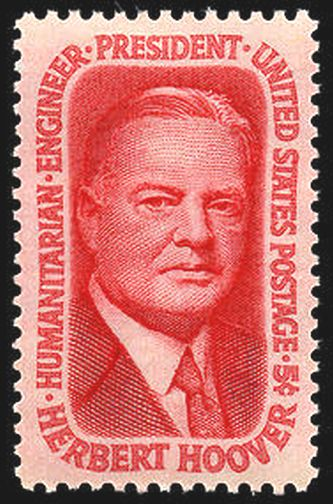

허버트 후버 (1874년 8월 10일 ~ 1964년 10월 20일)는 1929년부터 1933년까지 재임한 31대 미국 대통령이었다. 후버는 전문 광산 기술자이자 작가였다. 퀘이커교도 대장장이의 아들인 후버는 인도주의자로서의 공공 서비스 명성을 가지고 대통령직에 올랐다. 제1차 세계 대전 후, 후버는 중앙 유럽의 굶주리는 수백만 명에게 식량을 대량으로 보냈다. 그는 또한 당시 기근에 시달리던 1921년 소련에 필요한 많은 원조를 제공했다.
후버의 많은 인도주의적 노력에도 불구하고, 그는 1929년 취임 당시 미국을 강타한 대공황에서 나라를 벗어나게 하지 못한 점 때문에 많은 역사가들 사이에서 대통령으로서 좋지 않은 평가를 받고 있다. 후버는 미국 보통우표에 한 번도 등장한 적이 없다.
- 그의 생일에 발행된 허버트 후버 대통령을 기리는 5센트 기념 발행물은 1965년 8월 10일 후버의 출생지인 아이오와주 웨스트 브랜치에서 처음 판매되었다. 이 발행물은 1964년 후버의 사망 1년도 채 되지 않아 공개되었다. 이것은 허버트 후버가 등장한 최초의 미국 우표 발행물이다.
- 후버는 1986년에 발행된 AMERIPEX 시리즈[47] 대통령에도 다시 등장한다.[24]

## 프랭클린 D. 루스벨트
프랭클린 D. 루스벨트 (1882년 1월 30일 ~ 1945년 4월 12일)는 1933년부터 1945년까지 재임한 32대 미국 대통령이었으며, 20세기 중반 세계 경제 위기와 세계 대전 시기 동안 미국을 이끈 세계 사건의 주요 인물이었다. 루스벨트는 2임기 이상 대통령으로 선출된 유일한 미국 대통령이었다. 그는 수십 년 동안 미국 정치를 재정렬한 강력한 연합을 형성했다. 1933년 3월 4일에 시작된 취임 후 첫 "100일" 동안 루스벨트는 다양한 주요 사회 프로그램을 시작했다. 첫 임기 (1933–37) 동안 루스벨트는 의회를 이끌고 사회 및 경제적 구호를 제공하도록 설계된 크고 복잡하게 얽힌 프로그램 세트인 뉴딜 정책을 제정했다.
루스벨트 사망 두 달 만에 우정청은 사망한 대통령을 기리고 추모하는 4개의 기념(또는 추모) 우표 시리즈를 발행했다.

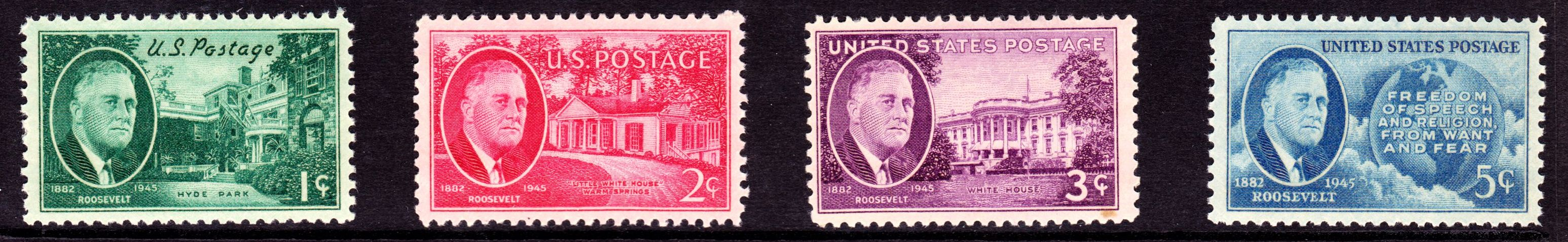

- 1센트 녹색 프랭클린 D. 루스벨트 기념 우표는 1945년 7월 26일 뉴욕주 하이드 파크 우체국에서 발행되었다. 디자인은 뉴욕주 하이드 파크에 있는 루스벨트 자택 이미지를 묘사한다.
- 2센트 적색 우표는 1945년 8월 24일 루스벨트가 가장 좋아했던 피난처인 "리틀 화이트 하우스"가 있는 조지아주 웜 스프링스에서 발행되었다.
- 프랭클린 기념 시리즈의 4개 발행물 중 3센트 액면가가 실제로 가장 먼저 발행되었다. 3센트 보라색 루스벨트 기념 우표는 1945년 6월 27일에 발행되었다. 디자인은 배경에 백악관을 특징으로 한다.
- 5센트 청색 발행물은 루스벨트 기념 시리즈의 마지막으로, 1946년 1월 30일에 발행되었다. 디자인은 왼쪽에 루스벨트의 초상화와 오른쪽에 아메리카 대륙을 보여주는 지구본을 특징으로 하며, 두 이미지 모두 구름에 둘러싸여 있다. 지구본 위에는 "언론과 종교의 자유, 빈곤과 두려움으로부터의 자유"라는 네 가지 자유의 표현이 새겨져 있다.

|  |

- 1966년 6센트 발행물은 리처드 라이언 클라크가 디자인했으며, 대서양 헌장 서명 시 윈스턴 처칠과 함께 촬영된 루스벨트의 사진을 본뜬 것이다. 이 회갈색 6센트 시트 우표는 1966년 1월 28일 가족 자택이 있는 뉴욕주 하이드 파크 우체국에서 발행되었다.
- 1982년 1월 30일, 루스벨트 탄생 100주년을 기념하여 20센트 기념우표가 발행되었으며, 그의 출생지인 뉴욕주 하이드 파크에서 대중에게 처음 공개되었다. 초판 발행 기념식은 그와 그의 아내 엘레노어가 묻혀 있는 루스벨트 영지에서 열렸다.
- 1998년 9월 10일, 루스벨트를 기리는 32센트 기념우표가 발행되었다. 이 발행물은 대통령이 유명했던 "노변정담" 중 마이크 앞에서 연설하는 루스벨트의 모습을 묘사한다.
- 루스벨트는 린든 존슨을 포함한 다른 모든 대통령들과 함께 1986년 AMERIPEX 기념우표 발행물에 기려졌다.

## 해리 S. 트루먼

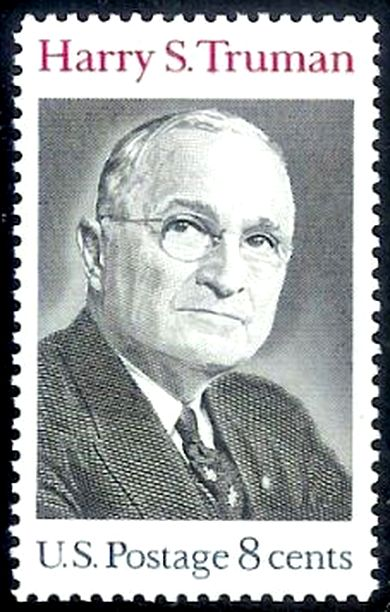

해리 S. 트루먼 (1884년 5월 8일 ~ 1972년 12월 26일)은 1945년부터 1953년까지 재임한 33대 미국 대통령이었다. 프랭클린 D. 루스벨트 대통령의 세 번째 부통령이자 34대 미국 부통령으로서, 그는 루스벨트 대통령이 역사적인 네 번째 임기를 시작한 지 3개월도 채 되지 않아 사망한 1945년 4월 12일에 대통령직을 승계했다. 트루먼은 1922년 군 판사로서 정치 경력을 시작했다. 그는 1944년 프랭클린 D. 루스벨트의 러닝메이트였다.
- 8센트 해리 S. 트루먼 우표는 브래드버리 톰슨이 디자인했으며, 1973년 5월 8일 미주리주 인디펜던스 우체국에서 처음 판매되었다.
- 20센트 트루먼 보통우표는 그의 탄생 100주년을 기념하여 1984년 1월 26일 워싱턴 D.C.에서 발행되었다.
- 트루먼은 1986년 AMERIPEX 기념우표의 일부로 22센트 우표에 등장했다.
- 1995년 9월 2일, 우정청은 제2차 세계 대전 50주년 시리즈의 일부로 트루먼이 일본의 항복을 발표하는 32센트 우표를 발행했다.
- 트루먼은 1999년 2월 18일 Celebrate the Century 시리즈의 일부로 발행된 33센트 우표에 묘사되었다.

## 드와이트 D. 아이젠하워
드와이트 데이비드 아이젠하워 (1890년 10월 14일 ~ 1969년 3월 28일)는 미국 육군 5성 장군이자 1953년부터 1961년까지 재임한 34대 미국 대통령이었다. 제2차 세계 대전 중 그는 유럽 연합군 최고 사령관으로 복무했으며, 1944–45년 서부 전선에서 프랑스와 독일 침공을 성공적으로 계획했다. 1951년, 그는 나토의 초대 최고 사령관이 되었다.
|  |  |  |  |

- 1969년 10월 14일, 우정청은 드와이트 D. 아이젠하워 대통령을 기리는 6센트 기념우표를 발행했으며, 그의 젊은 시절을 보냈고 결국 묻힌 캔자스주 아빌린에서 공개되었다. 일반적인 기념우표 크기인 1½인치 × 1인치보다 이례적으로 큰 2인치 × 1¼인치 크기였다. 아이젠하워 기념 발행물은 연방인쇄국의 로버트 J. 존스가 디자인했으며, 클리블랜드 프레스의 버니 노블이 찍은 사진을 본뜬 것이었다.
- 1970년 8월 6일, 우정청은 1970년-1974년 보통 발행물 시리즈를 발행하기 시작했다. 아이젠하워 대통령은 이 발행물들의 6센트 액면가에 묘사되어 있다.[1]
- 1971년 5월 16일, 국내 1등급 서신 요금이 8센트로 인상되면서, 6센트 아이젠하워 우표는 새로운 8센트 액면가로 재조각되었다. 이 우표는 시트, 롤, 책자 형태로 발행되었다. 적색과 흑색 우표는 저명한 미국인 시리즈의 유일한 다색 우표였다. 롤 및 책자 발행물은 헉/코트렐 웹 단색 조각 프레스에서 인쇄된 단색 클라렛 우표였다.[7] 두 가지 변형이 존재하는데, "Eisenhower"와 "USA" 사이에 점이 있는 것과 없는 것이다. 둘 다 대량으로 발행되었다.
- 아이젠하워는 린든 존슨을 포함한 다른 모든 대통령들과 함께 1986년 AMERIPEX 기념 발행물에 기려졌다.
- 우정청은 1990년 10월 13일 캔자스주 아빌린에서 25센트 우표를 발행했다. 중앙 이미지는 공식 백악관 초상화에서 가져왔으며, 배경은 1944년 노르망디 상륙작전 전날 연합군 병사들에게 연설하는 젊은 아이젠하워 장군의 모습을 묘사한다. 이 우표는 아메리칸 뱅크 노트 컴퍼니의 켄 호지스가 디자인했다.[7]

## 존 F. 케네디
존 피츠제럴드 케네디 (1917년 5월 29일 ~ 1963년 11월 22일)는 1961년부터 암살당한 1963년까지 재임한 35대 미국 대통령이었다. 죽은 후에도 오랫동안 기억되는 명언을 남긴 미국 대통령은 드물며, 케네디는 "국가가 당신을 위해 무엇을 할 수 있는지 묻지 말고, 당신이 국가를 위해 무엇을 할 수 있는지 물으십시오"라고 말한 몇 안 되는 인물 중 하나였다. 그는 (시어도어 루스벨트 다음으로) 두 번째로 어린 대통령이었다. 케네디는 재임 기간 동안 쿠바 미사일 위기, 피그스만 침공, 우주 경쟁, 베를린 장벽 위기 등 여러 중요한 사건에 직면했다.
|  |  |  |

- 1964년 5월 29일, 우정청은 케네디의 47번째 생일이 될 날에 5센트 존 F. 케네디 기념 우표를 발행했다. 이 발행물은 뉴욕의 레이먼드 로위/윌리엄 스네이쓰가 디자인했으며, 연방인쇄국 예술가 로버트 L. 밀러의 스케치를 바탕으로 했다. 재클린 케네디가 제출된 많은 우표 디자인 중에서 최종 선택을 했다.[7]
- 1967년 13센트 발행물은 그해 5월 29일, 케네디의 50번째 생일에 매사추세츠주 브루클라인에서 처음 발행되었다. 이 발행물은 스테반 도하노스가 디자인했으며, 책 The Kennedy Years에 실린 자크 로이의 사진을 본뜬 것이다. 13센트 케네디 우표는 해외 지상 우편 및 항공 엽서 요금을 지불했다.
- 케네디는 린든 존슨 대통령을 포함한 다른 모든 대통령들과 마찬가지로 1986년 AMERIPEX 기념 발행물에 기려졌다.
- 2017년 2월 20일, 미국 우정청은 존 F. 케네디 탄생 100주년을 기념하는 새로운 영원 우표를 출시했다. 이 우표는 1960년 대통령 선거 중 시애틀에서 유세 중 테드 스피겔이 촬영한 흑백 사진이다.[72]

## 린든 B. 존슨

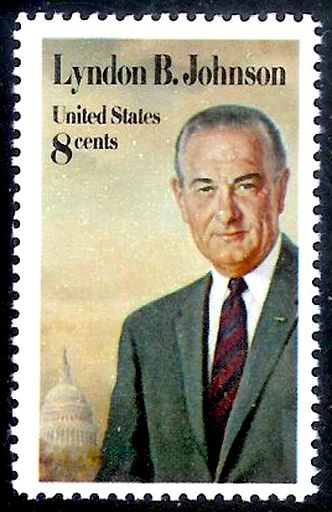

린든 B. 존슨 (1908년 8월 27일 ~ 1973년 1월 22일)은 1963년부터 1969년까지 재임한 36대 미국 대통령이었으며, 케네디 행정부에서 부통령으로 복무했다. 케네디가 1963년 11월 22일 텍사스주 댈러스에서 암살당하자, 존슨은 대통령직을 승계했다. 그는 1964년에 61%의 득표율로 전임 대통령으로 당선되어 1969년 1월 20일까지 재임했다.
- 1973년 8월 27일, 미국 우정청은 8센트 린든 B. 존슨 기념 우표를 발행했으며, 텍사스주 오스틴 우체국에서 처음 판매되었다. 이 우표는 브래드버리 톰슨이 디자인했다.
- 존슨의 마지막 미국 우표 등장은 (현재까지) 1986년에 그가 1986년 AMERIPEX 발행물 중 하나에 기려졌을 때였다.

## 리처드 M. 닉슨
리처드 밀하우스 닉슨 (1913년 1월 9일 ~ 1994년 4월 22일)은 1969년부터 1974년까지 재임한 37대 미국 대통령이었다. 닉슨의 정치 경력은 캘리포니아 대표로 시작되었다. 그는 드와이트 D. 아이젠하워의 부통령으로 두 차례 재임했으며, 1960년 대통령 선거에서 존 F. 케네디에게 패배했다. 1968년, 닉슨은 대통령에 당선되었고 1972년에 압도적으로 재선되었다. 닉슨은 대통령과 부통령 모두 두 차례 선출된 유일한 인물이었다. 그는 또한 직을 사임한 유일한 미국 대통령이었다. 닉슨은 베트남 전쟁에서 미국의 개입을 종식시키고 공산주의 중국과의 관계를 수립하는 데 중요한 역할을 했다.
- 1995년 4월 26일, 그의 사망 1년 4일 후, 우정청은 리처드 닉슨을 기리는 32센트 기념우표를 발행했으며, 그의 출생지인 캘리포니아주 요바 린다에서 처음 공개되었다. 현재까지 닉슨을 묘사한 유일한 미국 우표이다. 이 발행물은 대니얼 슈워츠가 디자인했으며, 뱅크노트 코퍼레이션 오브 아메리카가 조합 오프셋-인트라글리오 공정을 통해 인쇄했다.[73]

## 제럴드 포드
제럴드 루돌프 포드 주니어 (레슬리 린치 킹 주니어 출생; 1913년 7월 14일 ~ 2006년 12월 26일)는 1974년부터 1977년까지 재임한 38대 미국 대통령이었고, 1973년부터 1974년까지 40대 미국 부통령이었다. 포드는 수정헌법 제25조에 따라 부통령으로 임명된 최초의 인물이었으며, 스피로 애그뉴의 사임으로 인한 공석을 채웠다. 그는 1974년 8월 9일 리처드 닉슨의 사임으로 대통령직을 승계했다.
- 41센트 제럴드 포드 기념 기념우표는 2007년 8월 31일 미시간주 그랜드 래피즈와 캘리포니아주 팜 스프링스에서 발행되었다. 이 우표는 마이클 J. 디스가 그린 포드의 초상화를 특징으로 한다.[74]

## 로널드 레이건
로널드 윌슨 레이건 (1911년 2월 6일 ~ 2004년 6월 5일)은 1981년부터 1989년까지 두 번의 임기를 수행한 40대 미국 대통령이자 33대 캘리포니아주의 주지사 (1967–1975)였다. 탬피코 (일리노이주)에서 태어난 레이건은 정치에 입문하기 전에 배우였다. 그는 세 개의 기념우표에 기려졌다.
- 미국 우정청은 2005년 2월 9일 37센트 로널드 레이건 기념우표를 발행했다. 초판 발행일은 캘리포니아주 시미 밸리에서 이루어졌다. 이 우표 디자인은 델라플레인 (버지니아주)의 하워드 E. 페인이 담당했다. 레이건의 이미지는 수상 경력에 빛나는 예술가 마이클 J. 디스가 그린 초상화를 본뜬 것이다.[1] 2006년 6월 14일, 이 우표는 새로운 1등급 우편 요금에 맞춰 39센트 가치로 재발행되었다.[75]
- 레이건 탄생 100주년을 기념하여 미국 우정청은 2011년 2월 10일 시미 밸리의 레이건 대통령 도서관에서 공식 출시될 "영원" 기념우표를 발행했다. 텍사스 예술가 바트 포브스는 샌타바버라 (캘리포니아주) 근처 레이건의 목장인 란초 델 시엘로에서 1985년에 촬영된 레이건 사진을 바탕으로 초상화를 만들었다.[76]

## 조지 H. W. 부시
조지 허버트 워커 부시 (1924년 6월 12일 ~ 2018년 11월 30일)는 1989년부터 1993년까지 한 번의 임기를 수행한 41대 미국 대통령이었다. 대통령으로 선출되기 전에 부시는 1981년부터 1989년까지 43대 미국의 부통령이었다. 그 이전에는 텍사스주 미국 하원 의원이었고, 주유엔 미국 대사와 중앙정보국장을 포함한 다른 직책도 역임했다. 2018년 부시 사망 후, 2019년 6월 12일 그의 95번째 생일에 맞춰 그를 기리는 "영원" 기념우표가 발행되었다.

## 1986년 아메리펙스 발행물
1986년 5월 22일, 우정청은 과거 미국 대통령의 초상화가 새겨진 우표 시리즈를 발행했다. 36개의 우표는 4개의 별도 소형 시트 세트로 발행되었으며, 각 시트에는 9개의 우표가 있었고, 각 우표의 액면가는 22센트였다. 당시 사망한 모든 대통령(린든 B. 존슨까지 역대 35명)이 포함되었으며, 그 중 일부는 이전에 미국 기념우표에 등장하지 않았던 대통령들을 기렸다. '시트 IV'의 가운데 우표는 백악관 입구를 묘사한다.

## 같이 보기
- 미국 최초 우표
- 워싱턴-프랭클린 우표
- 워싱턴-프랭클린 차트
- 1922년–1931년 미국 보통 발행물
- 길버트 스튜어트
- 1932년 워싱턴 이백주년 기념
- 클레어 오브리 휴스턴, 미국 우표 디자이너.
- Bicentennial Series
- 대통령 발행물
- 미국 대통령 기념물
- 위대한 미국인 시리즈
- 자유 발행물
- 미국 우표의 예술품 목록
- 미국 대통령 목록
- 미국 우표 및 우편 역사
- 남부 연합의 우표 및 우편 역사
- 저명한 미국인 시리즈
- 1873년 발행 국방부 공식 우표의 워싱턴
- 우표에 새겨진 남북 전쟁 기념물
- 우표 속 버지니아 역사

## 참고 문헌
- 《The American Philatelist》. Philadelphia: American Philatelic Association. 1890.
- Jones, William A. (2010).  Kloetzel, James E., 편집. 《Scott Specialized Catalogue of United States Stamps and Covers》. Scott Publishing Company. ISBN 978-0-89487-446-8.